# Egyiptom
Egyiptom (arabul: مصر, IPA: [misˤɾ], Miszr; egyiptomi arab ejtéssel: [ˈmɑsˤɾ], Maszr), hivatalosan Egyiptomi Arab Köztársaság (arabul: جمهورية مصر العربية, IPA: [Dzsumhúrijat Miszr al-Arabijah]) transzkontinentális ország, területének nagyobbik része Észak-Afrikában, kisebb része Délnyugat-Ázsiában található. A két földrészt az ország tulajdonában álló Szuezi-csatorna választja el egymástól.
Az országot nyugatról Líbia, délről Szudán, északról a Földközi-tenger, északkeletről a Gázai övezet és Izrael, keletről pedig a Vörös-tenger határolja. Fővárosa a középkor óta az arab és az iszlám világ központja, Kairó, mely több mint húszmillió lakosával  a világ egyik legnagyobb agglomerációja.
A Sínai-félsziget által Afrika egyetlen transzkontinentális országa, és jelentős hatalom az arab világban, a Közel-Keleten és Afrikában. 2024-ben a világ 15. legerősebb katonai hatalma.
Több mint 100 milliós népességével a legnépesebb arab ország és a harmadik legnépesebb ország Afrikában. A népesség nagy része a Nílus partján és a Nílus-deltában él, ami az ország területének töredéke, és itt találhatók a termőföldek is. Az ország többi részét túlnyomórészt a gyéren lakott Szahara sivatag borítja.
A Nasszer és Anvar Szádát elnöksége idején modern állammá váló országban az 1990-es évektől recesszió kezdődött, aminek következtében 2011-ben kitört az ún. nílusi forradalom és a már 30 éve hatalmon lévő Hoszni Mubárak elnököt elűzték. Ezután az ország évekig anarchiában stagnált, sőt gazdasága, főként a turizmus jelentősen visszaesett. Végül a 2014-ben hatalomra került katonai vezető, Abd el-Fattáh esz-Szíszi képes volt stabilizálni az államot és az ország gazdasága jelentős növekedési pályára állt.
Egyiptomban a leghíresebbek az ókori birodalom monumentális épületei, ilyenek például a gízai piramisok, a nagy szfinx és a karnaki templom, a romvárosok, mint Memphisz, Théba és Ahet-Aton, illetve a temetők, például a Királyok völgye és a Királynék völgye, valamint az ezekhez kapcsolódó Dejr el-Bahari. Mindezek mellett említésre méltók az ország középkori emlékei is, úgy mint az Ibn Túlún-mecset vagy az Azhar-komplexum. Az ország középkori emlékei nemcsak gazdagságukkal, kidolgozottságukkal, hanem az ókori emlékekhez hasonlóan monumentalitásukkal is kiemelkedő értéknek számítanak: az iszlám Kairó 1979 óta az óegyiptomi műemlékekkel együtt az UNESCO világörökség részét képezi.
Egyiptom gazdasága az egyik legváltozatosabb a Közel-Keleten, mert az olyan ágazatok, mint a mezőgazdaság, az ipar, a turizmus és a szolgáltatás nagyjából azonos termelési szinten állnak. Az országot azon államok közé sorolják, melyek az elkövetkező évtizedekben a világgazdaság nagyhatalmaivá válhatnak, ehhez azonban olyan akadályokat kell elhárítani, mint a túlnépesedés és a vízhiány. Ennek érdekében számos reformot készített elő vagy vezetett már be a vezetés 2014 óta, többek között megkezdték egy új adminisztratív főváros építését, az infrastruktúra és a mezőgazdaság modernizálását, a megújuló energiaforrások kihasználtságának növelését, valamint határozott lépéseket tettek a születésszabályozás széles körű elterjesztése felé.

## Etimológia
| km | m | t · niwt |

| km | m | t · niwt |

Az európai nyelvekben elterjedt alak, melynek magyar változata Egyiptom, a latin Aegyptus szóból származik, amely viszont az ógörög Αιγυπτος; „Aigüptosz” átvétele. Az ógörög szó Ptah isten memphiszi templomának nevére vezethető vissza: ḥwt-k3-ptḥ („Hut ka Ptah”).
Az országnak az ókorban több neve is volt, egyik legismertebb a kemet („fekete ország”), amely nevet a Nílus által lerakott termékeny fekete föld után kapta, eltérően a sivatag „vörös földjétől” (deseret). A későbbi kopt időkben a név „kéme”-vé rövidült. Egyiptom jelenleg használt, hivatalos rövid arab neve (Miszr) sémi eredetű szó, jelentése alapvetően „nagyváros”. A köznapi egyiptomi beszélt nyelvben Kairót is így szokás nevezni.

## Földrajz
| \| Izrael Jordánia L í b i a S z u d á n Szaúd- Arábia Alexandria El-Minya Aszjút Asszuán Bani Szuvajf Idfu Gíza Hurghada Iszmáilija Kairó Qena Luxor Manszúra Marsza M. Port Szaíd Szohág Sharm el-Sheikh Szuez Tanta Abu Szimbel G-i piramisok Királyok völgye Baharijja Dakhla Farafra Fajjúm Kharga Szíva Vörös- tenger Földközi-tenger Nasszer-tó Nílus Szuezi-csat. Sínai-hegy Sínai-fsz. Gilf Kebir Líbiai-sivatag Nagy- homoktenger Kattara- mélyföld Nílus-delta \| \| térkép szerkesztése \| |
| Izrael Jordánia L í b i a S z u d á n Szaúd- Arábia Alexandria El-Minya Aszjút Asszuán Bani Szuvajf Idfu Gíza Hurghada Iszmáilija Kairó Qena Luxor Manszúra Marsza M. Port Szaíd Szohág Sharm el-Sheikh Szuez Tanta Abu Szimbel G-i piramisok Királyok völgye Baharijja Dakhla Farafra Fajjúm Kharga Szíva Vörös- tenger Földközi-tenger Nasszer-tó Nílus Szuezi-csat. Sínai-hegy Sínai-fsz. Gilf Kebir Líbiai-sivatag Nagy- homoktenger Kattara- mélyföld Nílus-delta                                 |
| térkép szerkesztése |

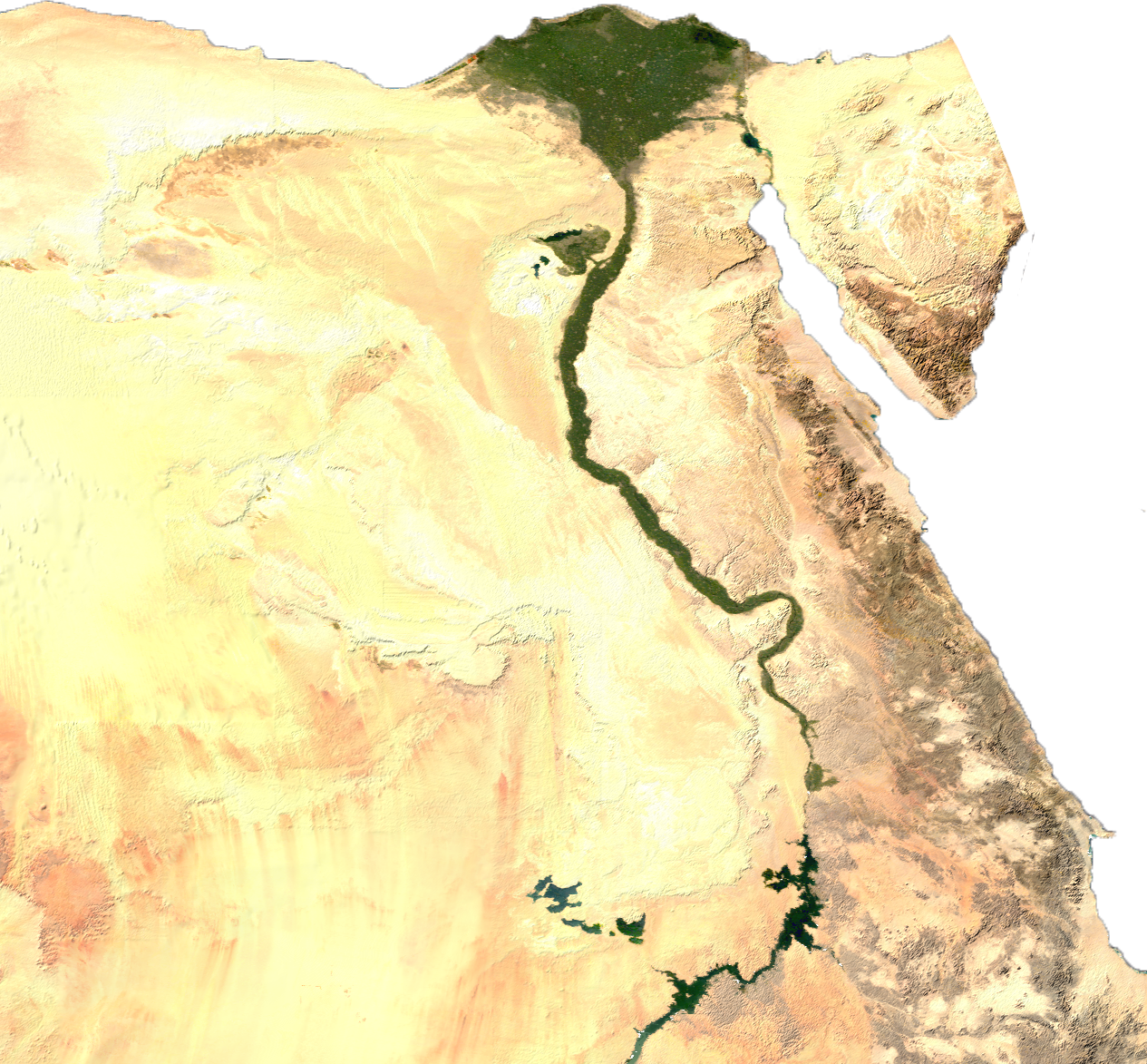
Műholdfelvétel

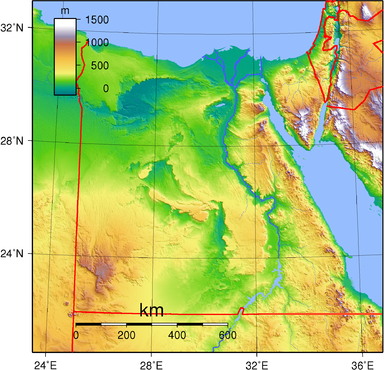
Domborzati térkép

Egyiptom területe 1 001 449 km2 és ezzel a világ harmincadik legnagyobb országa. Összehasonlításul a területe akkora, mint az összes közép-amerikai ország együttvéve, mint kétszer Spanyolország vagy négyszer az Egyesült Királyság, és a területe nagyjából megegyezik az Egyesült Államok legnagyobb államaival, Texas és Kalifornia együttes területével.
Mivel Egyiptom éghajlata száraz, ezért az ország nagy területét sivatag borítja, és a lakosság mindössze a terület 5,5%-át használja. Nyugati irányból Líbia, délről Szudán, északkeletről a Gázai övezet és Izrael határolja. Mivel az ország transzkontinentális ország, ezért fontos geopolitikai szerepe abban rejlik, hogy rendelkezik egy földnyelvvel (a Szuezi földszorossal) Afrika és Ázsia között. Itt hozták létre a tengeri kereskedelem részére a Szuezi-csatornát, ami a Földközi-tengert köti össze a Vörös-tengeren át az Indiai-óceánnal.
A Nílus völgyétől és deltájától eltekintve az ország nagy része sivatagi táj. A szél homokdűnéket hoz létre, amik akár a 30 métert is elérhetik. Sok helyen kősivatag jellemző.
Egyiptom földrajzilag öt nagyobb egységre osztható:
- Nyugati (Líbiai-) sivatag. A Nílus völgyétől nyugatra terül el, ez Egyiptom területének 2/3-a. Északi részén fekszik a Kattara-mélyföld, továbbá több nagyobb oázis található itt.
- Keleti- (Arab-) sivatag. A Nílus völgyétől keletre, a Nílus és a Vörös-tenger között.
- A Nílus-völgy – a Nílus hatalmas folyami oázisa; a folyóhoz simuló, szalagszerű kultúrterület Asszuántól Kairóig fokozatosan szélesedik (0,3 km → 23 km)[11].
- A Nílus-delta – az eredetileg mocsaras deltavidéket a természettel vívott évszázados küzdelem teljesen átformálta.
- A Sínai-félsziget – itt találhatók az ország legmagasabb hegycsúcsai.

### Vízrajz
Egyiptomnak egy folyója van, a Nílus. A Nílusnak Egyiptom területén nincs komolyabb mellékfolyója, csak mesterséges öntözőcsatornák ágaznak ki belőle és térnek vissza bele. Tavaszi áradását már az ókorban is nagy biztonsággal tudták előre jelezni. Az évente lerakott hordalék a trágya szerepét töltötte be az ártéren. Az Asszuáni-gát megépítésével megszűnt az áradások hordalék-lerakása.
A természeti erők és az emberi tevékenység hatására a Nílus deltájában ma a folyónak csupán két fő ága létezik: a keleti, Damiettánál 240 km hosszú, a nyugati,  Rosettánál – Alexandria mellett – 235 km. A közel negyed Magyarország területű deltában számos csatornát építettek, ezek közül a legjelentősebb a közel 80 km hosszú, 30 méter széles Mahmoudia-csatorna.
Egyiptom legnagyobb tava a Nasszer-tó, ami egy mesterséges víztározó Egyiptom és Szudán határán. Az Asszuáni-gáttal duzzasztották fel. Ezen kívül a tengerpartokon alakultak ki lagúnák, illetve a Szuezi-csatornát vezették keresztül pusztai sós tavakon.
Az időszakos vízfolyások, az egy-egy záport követően vizet hordozó vádik zöme az Arab- (vagy Keleti-) sivatag területén találhatók.

### Éghajlat
A passzátövezetben fekvő Egyiptomnak zonális sivatagi éghajlata van.
Csak a Földközi-tenger partvidékén, illetve a Nílus-delta északi peremén hull (télen) valamennyi csapadék – itt száraz szubtrópusi éghajlat alakult ki.
Egyiptomban a legtöbb, de elenyésző mennyiségű csapadék a téli hónapokban esik. Az ország déli részén a csapadék átlagban 2–5 mm, Kairónál kb. 25 mm évente. Közép- és Felső-Egyiptomban évek telhetnek el anélkül, hogy eső egyáltalán esne. Viszont egy nagyon vékony sávban az északi tengerparton a csapadék mennyiség elérheti az évi 400 mm is, elsősorban október és március között. Hó csak a Sínai-hegy környékén és nagy ritkán néhány északi városban, mint Damietta, Baltim, Sidi Barrany és Alexandriában esik.
Az évi átlaghőmérséklet 27 °C és 32 °C között van. Nyáron gyakran akár 45 °C is lehet, míg januárban 8-9 °C-ra is lesüllyed a hőmérséklet. A legnagyobb meleget eddig Asszuánban, júliusban mérték, 51 °C-ot, a legnagyobb hideget el-Miejában, januárban –2,2 °C-ot. 
A Földközi-tengernél az állandó északnyugati szél segíti a területet, hogy ne melegedjen föl. A sivatagban 43 °C mellett a homokfelszín 80-85 °C-ra forrósodik fel.
Nyáron nagyon alacsony a levegő relatív páratartalma, de a legalacsonyabb a száraz, forró khamszin szél uralma idején süllyed (kb. márc. → május), ilyenkor 1-5%. 
A globális felmelegedés következtében a jövőben a tengerszint emelkedésnek indulhat, és veszélyeztetheti a sűrűn lakott tengerparti sávokat, ami komoly hatással lehet az ország gazdaságára, mezőgazdaságára, iparára egyaránt. Ez a hatás egyes szakértők szerint a 21. század végére már bekövetkezik.

### Élővilág

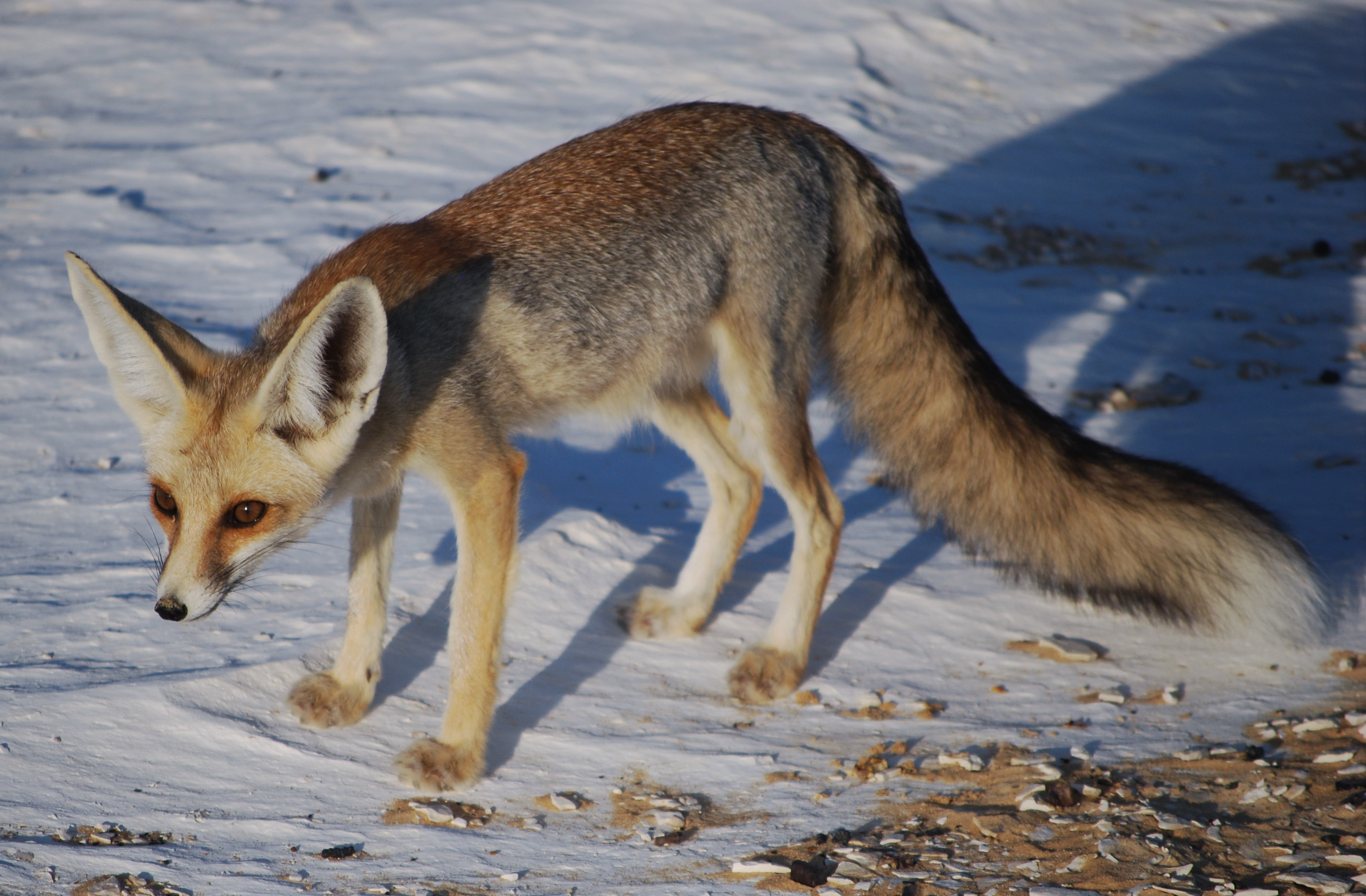
Sivatagi róka

Az ország területének túlnyomó része az állandó növényzet nélküli sivatag. A szárazsághoz maximálisan alkalmazkodó növények azonban helyenként és időszakosan a sivatagban is élnek. A Nyugati-sivatagban a 10–20 m mélyre lehatoló gyökérzetű tamariszkuszfajok fordulnak elő, a sós mocsarak területén pedig a sóballa (Suaeda) és a szittyó.  Az Arab-sivatagban a vádik mentén is megtalálhatók a tamariszkuszfajok, néhány keserűfűféle társaságában (balhafű, egyiptomi kender, ballagófű stb.). Az őshonos datolyapálma szerte az országban megtalálható.
A mediterrán területeken néhány boroszlán- és labodafaj alkotja a természetes vegetációt. A Nílus menti, egykor gazdag természetes vegetáció (papiruszsás, nádfélék, lótusz stb.) eltűnt, ameddig a folyó vizével öntözni lehet, ott már évezredek óta intenzív mezőgazdasági termelés folyik. 
Állatvilága átmenetet jelent a kelet-afrikai fauna és a mediterrán faunavidék között. Néhány jellegzetes faj: kisded cickány, sivatagi sün, vörös róka, sivatagi róka, homoki macska, vadmacska, mocsári hiúz, sörényes kecske, núbiai kőszáli kecske, sivatagi hiúz, csíkos hiéna, cibethiéna.

### Környezeti problémák
A népesség gyors növekedése túlterheli a Nílust és a természeti erőforrásokat. 
Mezőgazdasági területek vesznek el az urbanizáció és az elsivatagosodás miatt. A korallzátonyokat és tengeri élőhelyeket veszélyezteti az olajszennyezés.
A peszticidekből, nyers szennyvízből és ipari szennyvízből származó vízszennyezés. 
A mezőgazdasági területeket is gyakran szennyvízzel szennyezett vízzel öntözik, ami számos betegség, például a kolera, tífusz, schistosomiasis és hepatitis terjedéséhez vezet. Gyakran úgy szabadulnak meg a szeméttől, hogy a folyóba/csatornába vagy annak partjára öntik, miközben az állataik ugyanabban a folyóban tisztálkodnak. Ez a szokások betegségek, különösen a schistosomiasis terjedését okozhatja.
A Nílus-deltát az éghajlatváltozás miatt a tengerszint emelkedése, továbbá a süllyedés egyaránt fenyegeti. A süllyedés szikesedést is magával hoz, ami veszélyezteti a talaj termékenységét.
A kairói levegőszennyezettség kritikus; a belvárosban a légszennyezettség sokszorosa az elfogadható értéknek.
Az ország súlyos vízhiánnyal néz szembe, elsősorban a Nílustól való függősége és a gyorsan növekvő népesség miatt. Több vizet használ fel, mint amennyi a készlete folytán rendelkezésre áll, és várhatóan a közeljövőben még több vizet fog felhasználni. A vízellátásának körülbelül 97%-át a Nílus folyó biztosítja. Ez a nagyfokú függőség sebezhetővé teszi az országot a Nílus vízhozamának ingadozásaival szemben, beleértve azt is, amelyet a Nílus-vízgyűjtője más országainak vízgazdálkodási gyakorlata okoz. 
Már 2020 körül is jelentős vízhiánnyal küzd, és a becslések szerint a következő néhány évben kritikus vízhiánnyal kell szembenéznie. Az éghajlatváltozás, beleértve az emelkedő hőmérsékletet és a csökkenő csapadékmennyiséget, tovább súlyosbítja a helyzetet.

### Nemzeti parkok
- el-Gamal vádi Nemzeti Park(wd) – DK-Egyiptomban, a Vörös-tenger közelében
- Fehér-sivatag Nemzeti Park(wd) – a Dakhla és Baharijja oázisok között
- Gebel Elba Nemzeti Park(wd) – a Szudánnal határos Hala'ib háromszögben
- Rasz Mohammed Nemzeti Park - a Sinai-félszigeten

## Történelem
Egyiptom területén már a történelem kezdetén, az i. e. 4. évezredben megszerveződtek különböző államalakulatok, amelyeket i. e. 2995 körül egyesítettek, létrehozva ezzel az egységes Egyiptomi Birodalmat. Az ókori Egyiptom mint kultúra mintegy négyezer éven át fennállt és hatást gyakorolt szinte az összes korabeli kultúrára; mint birodalom az i. e. 1. évezredig a világ vezető hatalma volt és csúcspontját a XVIII-XIX. dinasztia idején (kb. i. e. 1550–i. e. 1190) érte el. Az i. e. 525-ös perzsa hódítást követően a Ptolemaidák idején (i. e. 305–i. e. 30) újra hosszabb időre önállóvá vált és bár katonai erejének jelentősége Róma erősödésével folyamatosan csökkent, Alexandria a hellenizmus központjaként az i. e. 30-as római hódítás után is még évszázadokig a nyugati világ művelődésének és tudományának elsődleges csomópontja maradt. A Római Birodalom kettészakadása (395) után a Bizánci Birodalom provinciája volt egészen a 641-es arab hódításig. Ezt követően a már évszázadok óta teljesen kopt keresztény terület, bár nagyon lassan, de végül iszlám többségűvé vált. Elsőként a 9. században önállósult újra (akkor még csak de facto) a kalifátustól a Túlúnidák vezetése alatt. Miután a Magrebből érkező Fátimidák meghódították 969-ben, birodalmuk magterületévé tették és innentől kezdve a 15. századig Egyiptom-központú birodalmak voltak az iszlám világ vezető hatalmai (a Fátimida Kalifátuson kívül ilyen volt a Szaladin által alapított Ajjúbida Szultanátus, majd az azt megdöntő Mamlúk Birodalom), Kairó pedig ezekben az időkben az iszlám kultúra és gondolkodás fellegvára volt, a világ egyik legnagyobb és egyik leggazdagabb városa, tudományának egyik központja. A Mamlúk Szultanátust I. Szelim oszmán szultán döntötte meg 1517-ben, ez az 1867-ig tartó török uralom kezdetét jelentette. Egyiptomot jelentőségéből fakadóan nem integrálták teljesen az Oszmán Birodalom közigazgatásába, autonómiát élvezett és a mamlúkok irányítása alatt maradt. Bonaparte Napóleon 1798–1801-es egyiptomi hadjárata során sikertelenül próbálta meghódítani az országot, azonban érdeklődésével és a magával hozott tudósokkal megalapozta az egyiptológia tudományát, amivel megindult a modern történettudomány és régészet fejlődése. Egyiptom ezután Muhammad Ali pasa uralkodása (1805–1848) idején szinte teljesen függetlenné és az akkori világ egyik legmodernebb országává vált. 1869-ben, francia tulajdonban megnyílt a Szuezi-csatorna, melyet 1882-ben átvettek az angolok és az ország brit protektorátus lett, ami alól névlegesen a Tutanhamon-sír megtalálásának évében, 1922-ben, ténylegesen 1952-ben szabadult föl. 1899-től 1956-ig a britekkel közösen gyarmattartóként ellenőrizte Szudánt, amely már a 19. század első felétől a környező országokkal együtt a Muhammad Ali-dinasztia önálló hódításainak eredményeképp Egyiptom része volt és amelyet a britek szakítottak le ilyenformán a birodalomról. A második világháború alatt területén jelentős harcok dúltak, a híres második el-alameini csata a szövetségesek döntő győzelmével zárult. 1952-ben végleg felszámolták a brit katonai jelenlétet, majd egy év múlva kikiáltották a köztársaságot, miután lemondatták II. Fuád királyt. 1956-ban a frissen hatalomra került Gamal Abden-Nasszer elnök az Asszuáni-gát építési költségeinek fedezésére államosította a Szuezi-csatornát, amivel kezdetét vette a szuezi válság, ami Egyiptom katonai vereségével, ugyanakkor elsöprő diplomáciai győzelmével zárult. Nasszer Egyiptomot energikus, az egész világot behálózó politikájával újra nagyhatalommá tette, és bár a hatnapos háborúban az ország vereséget szenvedett Izraeltől és szövetségeseitől, a jom kippuri háborúban visszaszerezte elvesztett területeit és csak amerikai nyomásra adta föl harcot. 

### A kezdetek

Alsó-Egyiptom (Lower Egypt) és Felső-Egyiptom (Upper Egypt)

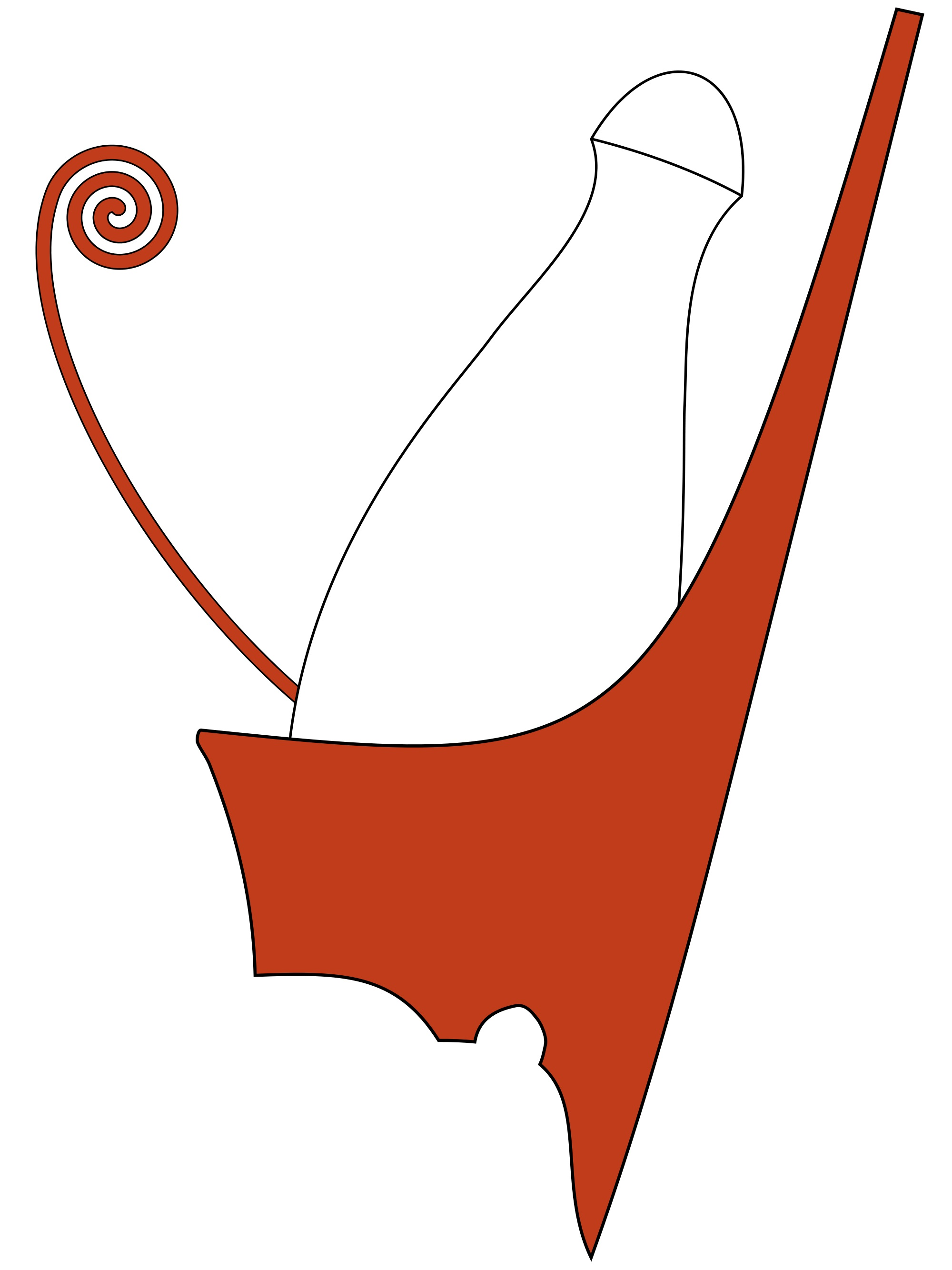
Az egyesített korona

A Szahara kiszáradásának folyamata feltehetőleg az  i. e. 4.–3. évezred fordulója körül gyorsult fel, és az elsivatagosodás arra kényszerítette a korai közösségeket, hogy a Nílus mentén alakítsák ki településeiket. A predinasztikus kortól a folyó völgye vált Északkelet-Afrika urbanizációs tengelyévé. A földrajzi és éghajlati viszonyok alakulása jelentősen befolyásolta az ókori egyiptomi állam fejlődését.
Az I. dinasztia koráig az egész ország területén a Nagada-kultúra volt jellemző. Az ókori Egyiptom két része, a Nílus delta vidékén Alsó-Egyiptom és az attól délre fekvő Felső-Egyiptom. Az elnevezés a Nílus áramlásából származik, a felvidéki Kelet-Afrika részéről észak felé a Földközi-tenger felé áramlik. Alsó- és Felső-Egyiptom egyesítése i. e. 2955 körül történt. Ekkor jött létre a fáraó, mint legfelsőbb politikai vezető tisztsége. Mindkét rész megtartotta saját királyi jelvényeit, így a fáraók a két föld fölött uralkodtak és az egyesített koronát viselték. A Fehér Korona Felső-Egyiptomot és a Vörös Korona Alsó-Egyiptomot jelképezte.

### Ókor

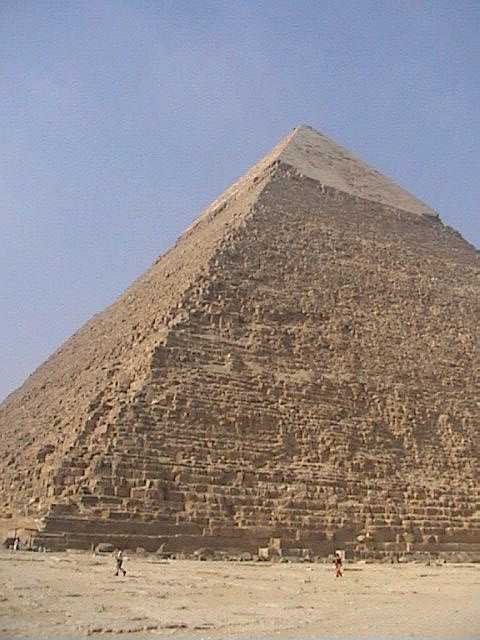
Hafré piramisa

A terület viszonylagos elszigeteltsége és a Nílus évenkénti áradásai következtében a Nílus völgyében alakult ki az ókori Egyiptom, az ókor egyik legfejlettebb civilizációja, miután Ménész (Mina) I. e. 3000 körül egyesítette Alsó- és Felső-Egyiptomot. A birodalom mintegy háromezer évig állt fenn; a XXX. dinasztia hatalmát a perzsák döntötték meg I. e. 342-ben, így rövid függetlenedést követően az I. e. 525-ben már meghódított Egyiptom ismét az Óperzsa Birodalom része lett. A folyton lázongó tartományt I. e. 332-ben foglalták el Nagy Sándor csapatai, majd halála után egyik hadvezére, I. Ptolemaiosz vezetésével ismét függetlenedett. A hellenisztikus Egyiptom központja Alexandria lett, amely az ókor egyik legnagyobb, legpezsgőbb kultúrájú városává nőtte ki magát. Az ország az I. e. 3. században a Római Köztársaság szövetségesévé és fő gabonaellátójává, majd az elkövetkező évszázadok során mindinkább alattvalójává vált. A Ptolemaidák birodalma I. e. 30-ban szűnt meg, amikor Augustus elfoglalta, utolsó uralkodója, VII. Kleopátra pedig öngyilkos lett.
Egyiptom ettől kezdve a Római Birodalom része lett, mint a császárok magánprovinciája; továbbra is kiemelt szerepet játszott Itália és Róma városának gabonaellátásában. A kereszténység a 3. században rohamosan elterjedt a tartományban, és itt bontakozott ki a többek között Remete Szent Pál és Remete Szent Antal nevével fémjelzett remete-, majd a Szent Pakhomiosz által kialakított szerzetesi mozgalom. Egyiptom I. sz. 395-ben a Keletrómai Birodalom része lett, és az Alexandria központú kopt egyház monofizitizmusából fakadóan számos konfliktus terhelte viszonyát Konstantinápollyal.

### Középkor
A Mohamed próféta hirdette iszlám által egyesített arabok Amr ibn al-Ász vezetésével a 640-es években hódították meg a tartományt, melynek az újonnan alapított al-Fusztátot (ma Kairó része) tették meg központjául. Az iszlamizáció és arabosodás csak lassan haladt előre, a helyi keresztény kopt lakosság a középkor végéig megőrizte fontosságát az államéletben. Egyiptom az Omajjádok, majd az Abbászidák kalifátusa alatt is megőrizte kitüntetett jelentőségét, mint a központi bevételek jelentős forrása.

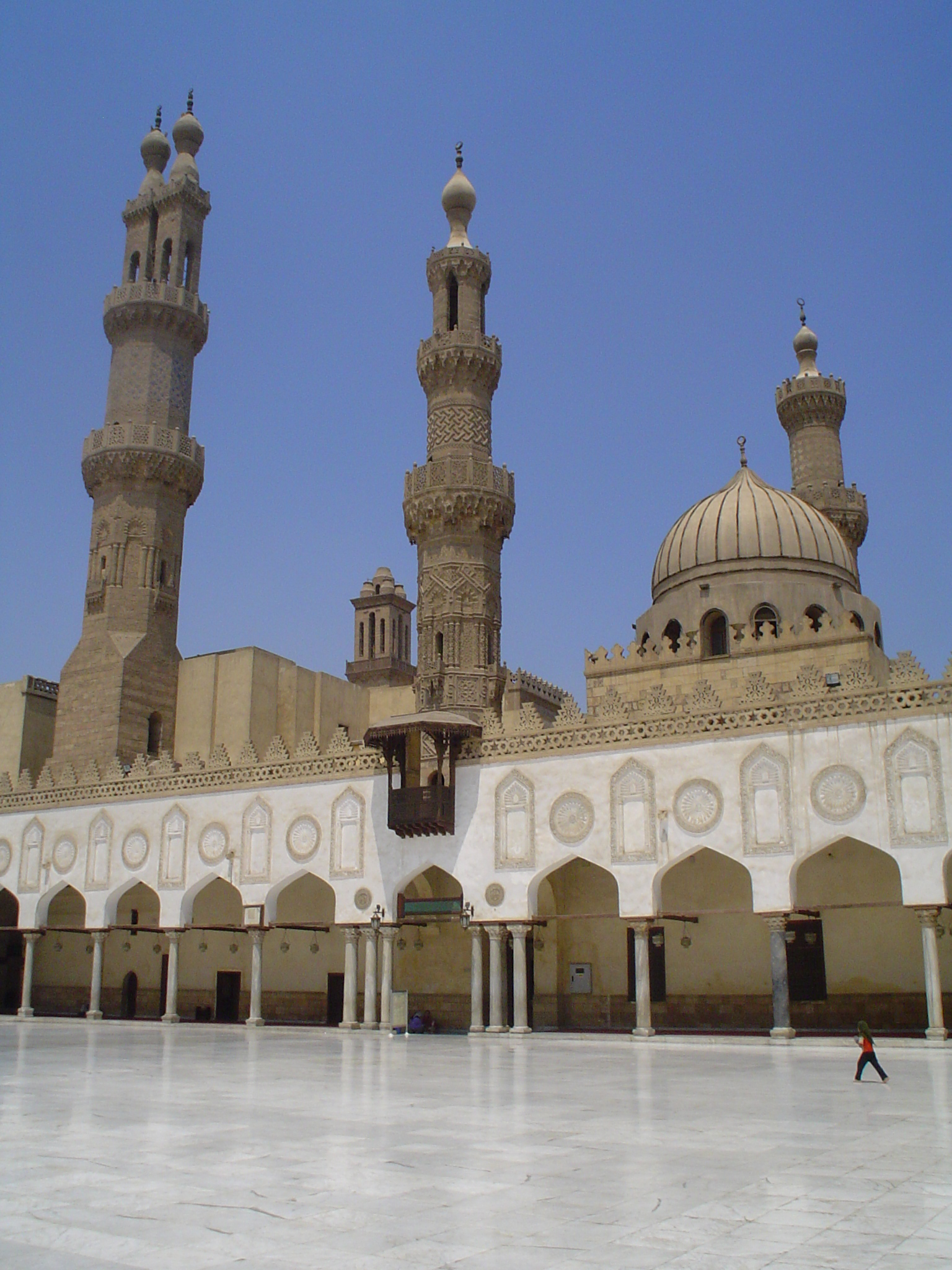
A középkori Fátimida-dinasztia uralma alatt épült Al-Azhar mecset

A központi hatalom gyengülését kihasználva a 868-ban kinevezett Ahmad ibn Túlún emír (helytartó) függetlenedett Bagdadtól, és Szíria nagy részét is befolyása alá vonta. A kalifátus ideiglenes megerősödése és a Túlúnidák hatalmának hanyatlása lehetővé tette, hogy 905-ben ismét központi irányítás alá kerüljön Egyiptom, de csak rövid időre. 939-ben az új helytartó, Muhammad ibn Tugdzs al-Ihsíd önállósodott, szintén meghódítva Szíriát. Utódainak hatalmát a mai Tunéziából kiinduló Fátimidák döntötték meg, akik 969-ben foglalták el a tartományt, megalapítva az új fővárost, al-Káhirát (Kairó). Az iszmáilita síita Fátimidák kora Egyiptom számára a gazdasági és kulturális virágzás ideje volt, bár a dinasztia hatalma a 11. század közepén meggyengült.
A Fátimidák 1171-ig tartó uralmának, mely során Egyiptom a keresztes háborúk egyik főszereplőjévé vált, Szaláh ad-Dín, azaz Szaladin vetett véget, megalapítva az Ajjúbida-dinasztiát. Az egyiptomi mellett több szíriai ágra szakadó dinasztia viszonylag rövid életű volt, Kairóban 1250-ben asz-Szálih Ajjúb hajdani szultán rabszolga státuszú katonai és állami adminisztrációs célokat ellátó kísérete, a mamlúkok vették át a hatalmat. A tehetséges mamlúk szultánok a 13. század végére meghódították Szíriát, megállították a mongolok terjeszkedését (Ajn Dzsálút, 1260), és felszámolták a szentföldi keresztes államok írmagját is (Akkon eleste, 1291). A mamlúk időszakban a 14. század első fele, an-Nászir Muhammad uralma jelentette a fénykort: az uralkodó hatalma stabil volt, és az államot komoly külső erők sem fenyegették. A hanyatlás azonban rövidesen megindult az 1347-ben lecsapó, majd rendszeresen visszatérő pestisnek és a mamlúkrendszer belső hibáinak köszönhetően. A szultánok nem tudtak örökletes hatalmat kialakítani, mivel az államhatalomba jutó mamlúkjaik pozícióik megőrzésére törekedtek, ezért az önállósodni vágyó szultánokkal rendszerint leszámoltak, és tehetetlen gyermekeket ültettek a trónra – vagy ha a belső pártharcokban épp nyerésre álltak, saját maguk foglalták el a trónt. Ezzel párhuzamosan a mamlúkok harcértéke is csökkent: a sereg nem modernizálódott, de még hajdani morálját és harcértékét sem volt képes megőrizni.

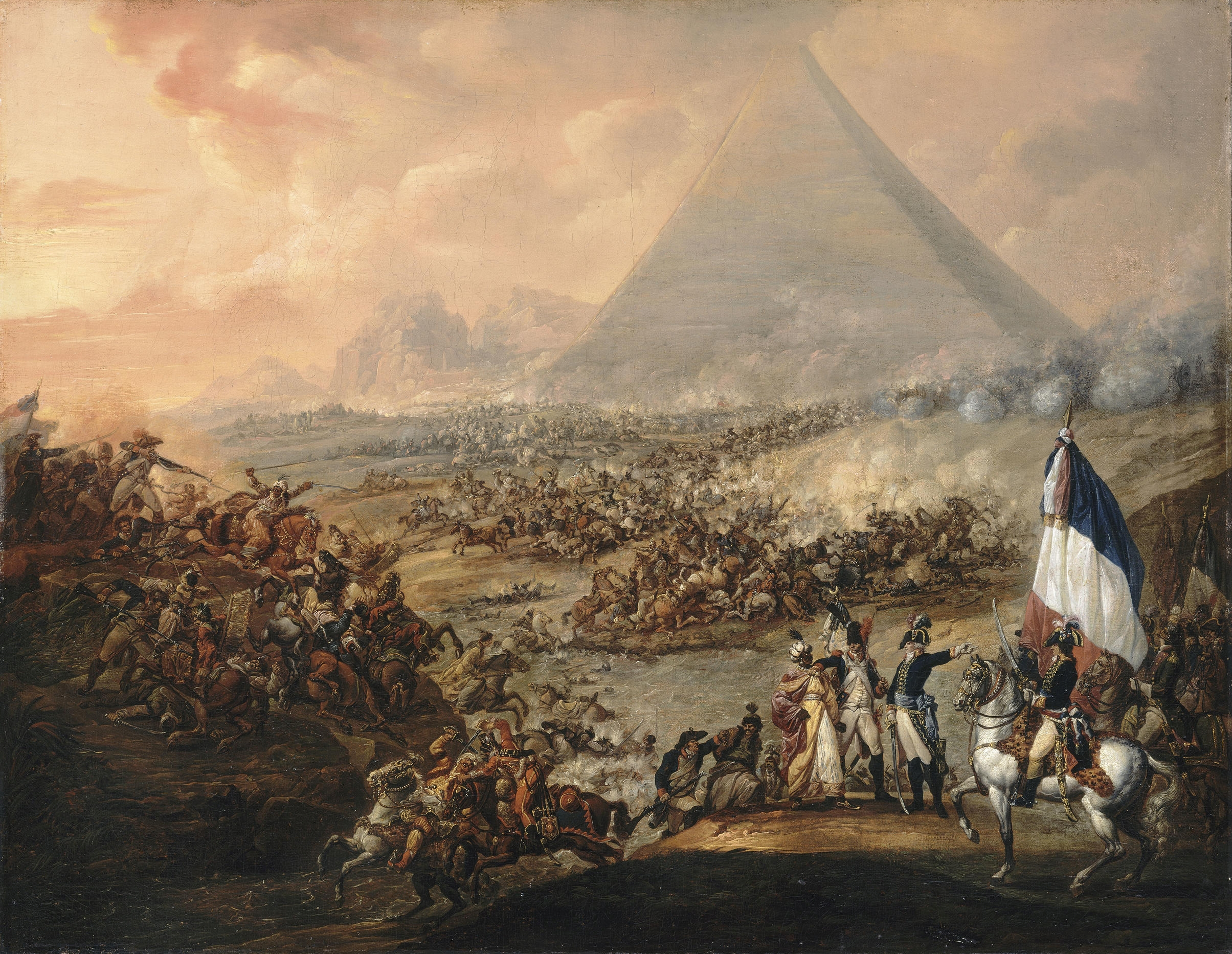
Az 1798. július 21-én vívott piramisok csatája (Bonaparte Napoléon és a mamelukok között)

### Oszmán fennhatóság alatt
Az Oszmán Birodalom egy kisebb, anatóliai konfliktust követően 1516-ban tönkreverte a megroggyant Mamlúk Birodalom hadait Szíriában, majd 1517 elején bekebelezte Egyiptomot. A mamlúkréteg azonban továbbra is fennmaradt, és ellátta a szír-egyiptomi térség igazgatási funkcióit. Az Oszmánok gyengülése a 18. századra ahhoz vezetett, hogy Egyiptom gyakorlatilag függetlenné vált, és az egymással rivalizáló mamlúkok irányították. Ilyen helyzetben érkeztek Napoléon Bonaparte tábornok francia hadai 1798-ban a területre.
1805-től kezdve Egyiptom tényleges vezetője Muhammad Ali egyiptomi alkirály volt. Az ő és utódjai uralkodása alatt Egyiptom gyakorlatilag függetlenné vált Törökországtól. Ebben az időszakban az állam intézményeit - különösen a hadsereget - modernizálták. A Vörös-tenger vidékén és a mai Szudánban sok területet átmenetileg Egyiptom szállt meg. A Szuezi-csatorna elkészülte (1869) után Egyiptom a világkereskedelem fontos központja lett, ugyanakkor pénzügyi válságba is került. Befektetései védelme érdekében a Brit Birodalom 1882-ben a gyakorlatban átvette a kormányzást, hivatalosan azonban Egyiptom 1914-ig az Oszmán Birodalom része volt.

### 20. század
1922-ben nyert részleges, majd a második világháborút követően teljes függetlenséget. 1952-ben I. Faruk királyt katonai puccsal eltávolították, és helyére fiát, II. Ahmed Fuádot nevezték ki. Az Egyiptomi Köztársaságot végül 1953. június 18-án kiáltották ki; első elnöke Mohamed Naguib volt. Lemondása (1954) után Gamal Abden-Nasszer, az 1952-es forradalom kulcsfigurája vette át az elnöki hatalmat, és az egyiptomi nép birtokába vette a Szuezi-csatornát, mely az ún. szuezi válsághoz vezetett (1956).
1958 és 1961 között Egyiptom és Szíria uniót alkotott, Egyesült Arab Köztársaság néven. Gamal Abden-Nasszer elnöksége alatt a Szovjetuniót tekintette legfőbb támogatójának annak ellenére, hogy az el nem kötelezett országok mozgalmának egyik alapítója volt.

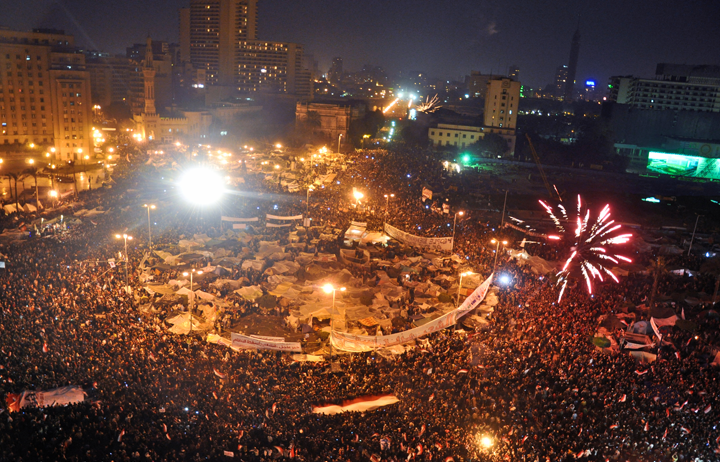
Hoszni Mubárak lemondását ünneplő tömeg 2011 február 11-én Kairóban

1967-ben az úgynevezett hatnapos háborúban az izraeli haderő súlyos vereséget mért az egyiptomira. Megszállta a Sínai-félszigetet. Gamál abd en-Nászer 1970-ben bekövetkezett halála után hű támogatója, Anvar Szadat vette át a helyét, aki először lazított a szovjetekhez fűződő kapcsolaton, végül felszámolta azt. 1973-ban összehangolt szír-egyiptomi támadás indult Izrael ellen (úgynevezett jom kippuri háború), amit a zsidó állam csak amerikai diplomáciai segítséggel tudott visszaverni. Nem sokkal ezután az immár Washington felé orientálódó Szadat az ország gazdasági nehézségeire való tekintettel béketárgyalásokba kezdett, amelyet az 1978-as Camp David-i egyezménnyel pecsételtek meg. Ekkor Egyiptom elismerte Izrael állami létét, Izrael pedig kivonult a Sinai-félszigetről. Bár a nyugati közvélemény szemében nagyot nőtt, Szadat belső támogatása rohamosan csökkenni kezdett, végül 1981-ben merénylettel végeztek vele. Utódja Hoszni Mubárak lett.

### 21. század
2011. január 25-én tizenhét napig tartó tüntetéssorozat kezdődött Kairóban, mely később átterjedt az ország több más városára is. A tüntetők a 30 éve hatalmon lévő Hoszni Mubárak elnök lemondását és reformokat követeltek. A tüntetések hatására az elnök február 11-én lemondott hivataláról. A Husszein Tantávi marsall vezette katonai tanács és a katonaság vette át a hatalmat, amely első lépésként felfüggesztette az ország alkotmányát. Az átmenet több hónapig eltartott.
2011. november 28-a és 2012. január 10-e között rendezték az első szabad választásokat. A választásokat a korábban betiltott Muzulmán Testvériség alapította mérsékelten iszlamista Szabadság és Igazságosság Pártja nyerte, a második a radikális iszlamista an-Núr párt lett.
2012. január 25-én feloldották az 1981-es merénylet után bevezetett szükségállapotot. 2012. június 24-én elnökválasztást tartottak, ahol a Muzulmán Testvériség jelöltje, Muhammad Morszi nyert. Hatalmát nem tudta stabilizálni, 2013 tavaszán-nyarán tüntetések robbantak ki ellene Kairóban. 2013. július 3-án a hadsereg Abd el-Fattáh esz-Szíszi tábornok vezetésével puccsal megdöntötte. Az ideiglenes államfő Adli Manszúr lett.
2024. október 20-án a WHO százéves küzdelem után maláriamentesnek nyilvánította az országot, ahol a betegség ősidők óta jelen volt.

## Politika és közigazgatás

### Alkotmány, államforma
Egyiptom államformája parlamentáris köztársaság, szerkezetét tekintve unitárius állam.
A köztársasági elnök 1981-től Hoszni Mubárak volt, de kormányzása alatt végig rendkívüli állapot volt érvényben. A 2011-es arab tavasz során kitört nílusi forradalomnak köszönhetően 2011. február 11-én lemondott tisztségéről. A jelenlegi politikai rendszer a 2011-es egyiptomi forradalom és Mubárak elnök lemondása nyomán jött létre.

### Törvényhozás, végrehajtás, igazságszolgáltatás
Egyiptomban többpártrendszer működik. A kormányzás félelnöki rendszerben történik, azaz a végrehajtó hatalom megoszlik az elnök és a miniszterelnök között. A választópolgárok a parlament tagjain kívül az elnököt is közvetlenül választják (a legutóbbi elnökválasztás 2005 októberében volt). Egyes emberi jogi szervezetek szerint félő, hogy a kormányzat beleavatkozik a helyi választásokba.
Kairóban található az Arab Liga székhelye.

### Politikai pártok
A 2015-ös választások után a legnagyobb pártok:
- Szabad Egyiptomiak Pártja - حزب المصريين الأحرار (2011-es alapítású, liberális, szekuláris párt)
- Nemzet Jövője Pártja -  حزب مستقبل وطن (populista)
- Új Vafd Párt - حزب الوفد الجديد (nacionalista, liberális)
- Hazavédők Pártja (populista)
- Republikánus Néppárt -  حزب الشعب الجمهورى  (volt kormányminiszterekből áll)

### Jogállamiság
A jogállamiságot évtizedek óta aláássa a kiterjedt korrupció, valamint a nepotizmus gyakorlata.
Elméletileg a 2014-es alkotmány csökkentette a végrehajtó hatalom hatalmát és megerősítette a törvényhozást. A 2020-ban megválasztott parlament azonban ugyanolyan gyenge, mint a 2015-ben megválasztott. A képviselők szinte kizárólag a rezsim hívei, akiknek sorsa nagymértékben függ az elnök, a katonaság és a biztonsági apparátus támogatásától. Ennek megfelelően a parlament csak ritkán fogalmaz meg kritikát a kormányzattal szemben. Fő feladata a végrehajtó kezdeményezések jóváhagyása és végrehajtása, nem pedig az erőviszonyok ellenőrzése vagy biztosítása. 2019 áprilisában az alkotmánymódosítások kiterjesztették az elnök ellenőrzését az igazságszolgáltatás felett, és megnyitották az utat Abd el-Fattáh esz-Szíszi előtt, hogy továbbra, akár 2030-ig hivatalban maradjon.
A 2020-as választások se szabadok, sem tisztességesek nem voltak. Az alkotmánymódosítások korlátozták a bírói függetlenséget, gyakorlatilag a katonaságot az alkotmány fölé helyezték.

### Emberi jogok
A 2014-es alkotmány elméletileg egyenlő jogokat biztosít minden állampolgár számára megkülönböztetés nélkül. A valóságban azonban a polgári szabadságjogokat szisztematikusan elnyomják. A nők továbbra is küzdenek azért, hogy egyenlő jogokat biztosítsanak nekik, csakúgy, mint azok a polgárok, akik ilyen vagy olyan módon nem felelnek meg a „normális egyiptomiak” képének, mint a homoszexuálisok, transzneműek, ateisták, síita muszlimok vagy a bahái követői. 2020 februárjában egy bloggert három év börtönbüntetésre ítéltek, mert az „Egyiptomi ateisták” Facebook-csoportot kezelte.
Egyiptomban 2020 táján mintegy 60 ezer politikai fogoly is van. Emellett gyakoriak az aránytalanul hosszú előzetes letartóztatások, az eltűnések és a kínzások. Az ezeket a tényeket dokumentáló szervezetek állandó nyomás alá kerültek. 2020 novemberében a biztonsági erők felléptek az Egyiptomi Kezdeményezés a Személyes Jogokért (EIPR) ellen, ideiglenesen letartóztatták három magas rangú munkatársát, és „terrorszervezethez való csatlakozással” és „hamis hírek terjesztésével” vádolták meg őket.

### Közigazgatási beosztás
|  | 1. Alexandria 2. Asszuán 3. Aszjút 4. Buhajra 5. Bani Szuvajf 6. Kairó 7. Dakahlijja 8. Damietta 9. Fajjúm 10. Gharbijja | 1. Gíza 2. Iszmailija 3. Kafr es-Sajh 4. Matrúh 5. Minja 6. Minúfijja 7. Új-völgy 8. Észak-sínai 9. Port Szaíd 10. Kaljúbijja | 1. Kena 2. Vörös-tengeri 3. Sarkijja 4. Szohág 5. Dél-sínai 6. Szuez 7. Luxor 8. (Heluán; megszűnt, visszaolvadt Kairó kormányzóságba) 9. (Október 6.; megszűnt, visszaolvadt Gíza kormányzóságba) |

### Külkapcsolatok
Az Arab Liga állandó központja Kairóban található, és a testület főtitkára hagyományosan egyiptomi. Az Arab Liga 1978-ban rövid időre Egyiptomból Tuniszba költözött, hogy tiltakozzon az egyiptomi–izraeli békeszerződés ellen, de később, 1989-ben visszatért Kairóba.
Egyiptom és más iszlám, de nem arab közel-keleti nemzetek, köztük Irán és Törökország közötti kapcsolatok gyakran feszültek. Az Iránnal fennálló feszültségek főként Egyiptomnak az Izraellel kötött békeszerződésének és Iránnak az Arab-Öbölben hagyományos egyiptomi szövetségeseivel való rivalizálásának tudhatók be.

### Védelmi rendszer
Az afrikai kontinens legerősebb hadseregével rendelkezik. A GFP 2023-ban a haderejét a világ országai közül a 14. helyre sorolta.

## Népesség

### Általános adatok
Egyiptom a legnépesebb arab ország. Lakosainak száma 2020-ra meghaladta a 100 millió főt. A népesség terület szerinti eloszlása szinte egyedülálló a Földön. Az ország területének alig huszadán zsúfolódik össze szinte az egész lakosság: a Nílus völgyében és deltájában, továbbá a Szuezi-csatorna mellett. A természetes szaporodás továbbra is nagy.

### Népességének változása

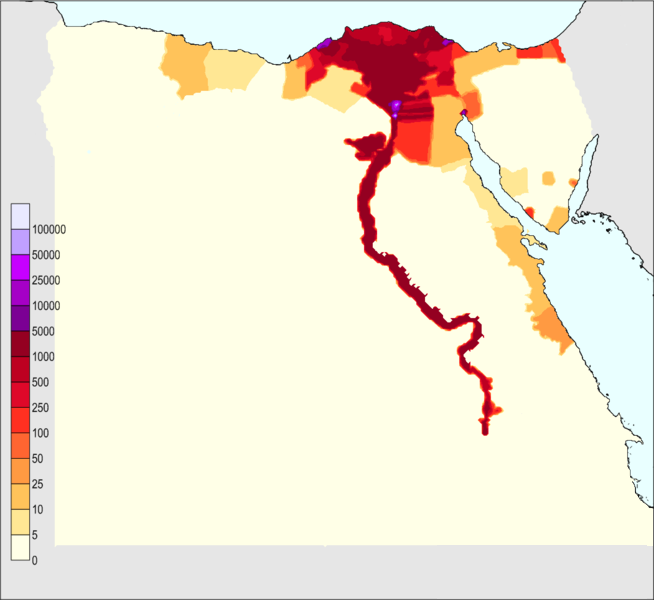
Egyiptom népsűrűsége 2010-ben

| Lakosok száma | 27 997 745 | 32 937 066 | 37 945 429 | 43 005 773 | 49 190 419 | 57 387 589 | 63 094 069 | 69 432 477 | 76 775 023 | 114 535 772 |
|               | 1960       | 1966       | 1972       | 1978       | 1984       | 1991       | 1997       | 2003       | 2009       | 2023        |

### Legnépesebb települések
Egyiptom fővárosa, egyben legnagyobb és legnépesebb városa Kairó, mintegy 20 millió fős agglomerációval. Más nagyvárosok: Alexandria, Gíza, Port Szaíd, Szuez, Luxor, Asszuán.

### Nyelvi megoszlás
Az országban az arab nyelv egy dialektusát beszélik az egyiptomi arab nyelvet, de a műveltebbek és a turizmusból élők beszélik még az angolt és a franciát is.

### Etnikai megoszlás
Etnikum: több mint 99 %-a egyiptomi, a csekély maradék egyéb: núbiai, európai stb.
A demográfiai mutatók az egyiptomi népességet többnyire homogén, arab nyelvet beszélő közösségként ábrázolják, de jelentős csoportot alkot ezen belül a dél-ázsiai eredetű, egymás között saját nyelvet beszélő cigány népesség (dom, domari), amelynek száma meghaladja az 1,6 millió főt (2017), más adatok szerint a 2,5 millió főt is.
A núbiaiak jól láthatóan különböznek más egyiptomi etnikai csoportoktól, hiszen rokonaik a mai Szudán, illetve a szub-szaharai-Afrika területén élnek. Ők az állam déli területét népesítik be.
| Vallási megoszlás (becslés) | Vallási megoszlás (becslés) | Vallási megoszlás (becslés) | Vallási megoszlás (becslés) | Vallási megoszlás (becslés) |
| --------------------------- | --------------------------- | --------------------------- | --------------------------- | --------------------------- |
| Vallás                      |                             |                             |                             | százalék                    |
| muszlim                     | muszlim                     |                             | 93%                         | 93%                         |
| kopt ortodox                | kopt ortodox                |                             | 6%                          | 6%                          |
| más keresztény              | más keresztény              |                             | 1%                          | 1%                          |
| Forrás:                     |                             |                             |                             |                             |

### Vallási megoszlás
A lakosság zöme, 90-95%-a muszlim (a többség szunnita), a maradék 5-10% legnagyobb része keresztény (zömük kopt ortodox).

### Szociális rendszer
A szociális háló teljes hiányáról beszélhetünk, nincs nyugdíj- és társadalombiztosítási rendszer.

## Gazdaság
Egyiptom gazdaságának meghatározó ágazatai a mezőgazdaság, a kőolaj-export, a turizmus és a média. Jelentős bevételi forrást jelent a több mint 5 millió külföldön (Szaúd-Arábiában, az Arab-öböl térségében és Európában) dolgozó egyiptomi által hazaküldött pénz.
Egyiptomban kevés a megművelhető földterület, és a gazdálkodás nagymértékben függ a Nílustól. Az 1971-ben elkészült Asszuáni-gát és az általa létrehozott Nasszer-tó javított a helyzeten (bár az ökológiai rendszerre gyakorolt hatása nem volt kedvező), a gyors népességnövekedés (az arab világban a leggyorsabb) továbbra is problémát okoz az élelmiszerellátás terén, és a társadalmi feszültségek egy része is erre vezethető vissza.
A kormány az elmúlt években főként az Egyesült Államok támogatásával jelentős hírközlési és infrastrukturális fejlesztésekbe kezdett a gazdasági reform érdekében (Izrael után Egyiptom kapja a legtöbb segélyt az USA-tól).

### Gazdasági ágazatok

#### Mezőgazdaság
Egyiptom legnagyobb része mezőgazdasági termelésre alkalmatlan. A kivételt a Nílus mente és az oázisok képezik. A Nyugati-sivatag oázisaiban (Kharga, Farafra, Dakhla, Baris) az artézi kutak fúrása nyomán félmillió hektárral nőtt a kultúrterület. A megművelt földek azonban az ország területének csak 15%-át képezik.
Régen egyiptomi gyapotot használtak a brit textiliparban, lévén, hogy Egyiptom brit gyarmat volt. Mára a gyapot szerepe csökkent, de még mindig az egyik legfontosabb termény. A minősége terén még vitathatatlanul a világ élvonalában van.
Ma a legfontosabb mezőgazdasági termények: búza, kukorica, rizs, cukornád, cukorrépa, burgonya, hagyma, paradicsom, datolya, narancs, citrom és szőlő.
Egyiptom a világ legnagyobb datolyatermelője. A jó termés érdekében a fákat gondozzák (öntözés, mesterséges beporzás stb.).
A csemegeszőlők termesztésére berendezkedett szőlészeteket tart fent mezőgazdaságában. A csemegeszőlők termesztésének és exportjának 80%-át két fő fajta, a piros húsú „flame seedless” és a fehér húsú „sugraone” teszi ki. Mindkét fajta magnélküli, mézédes, roppanós, vastagabb héjú. Gazdag és telített ízvilágukkal igen közkedvelt fajtának számítanak.
Az állattenyésztés a rendkívül intenzív talajművelés és a kevés legelő miatt nem játszik nagy szerepet. Főbb tenyésztett állatok:  szarvasmarha, bivaly, ló, szamár, teve, kecske, juh, baromfi.

#### Ipar

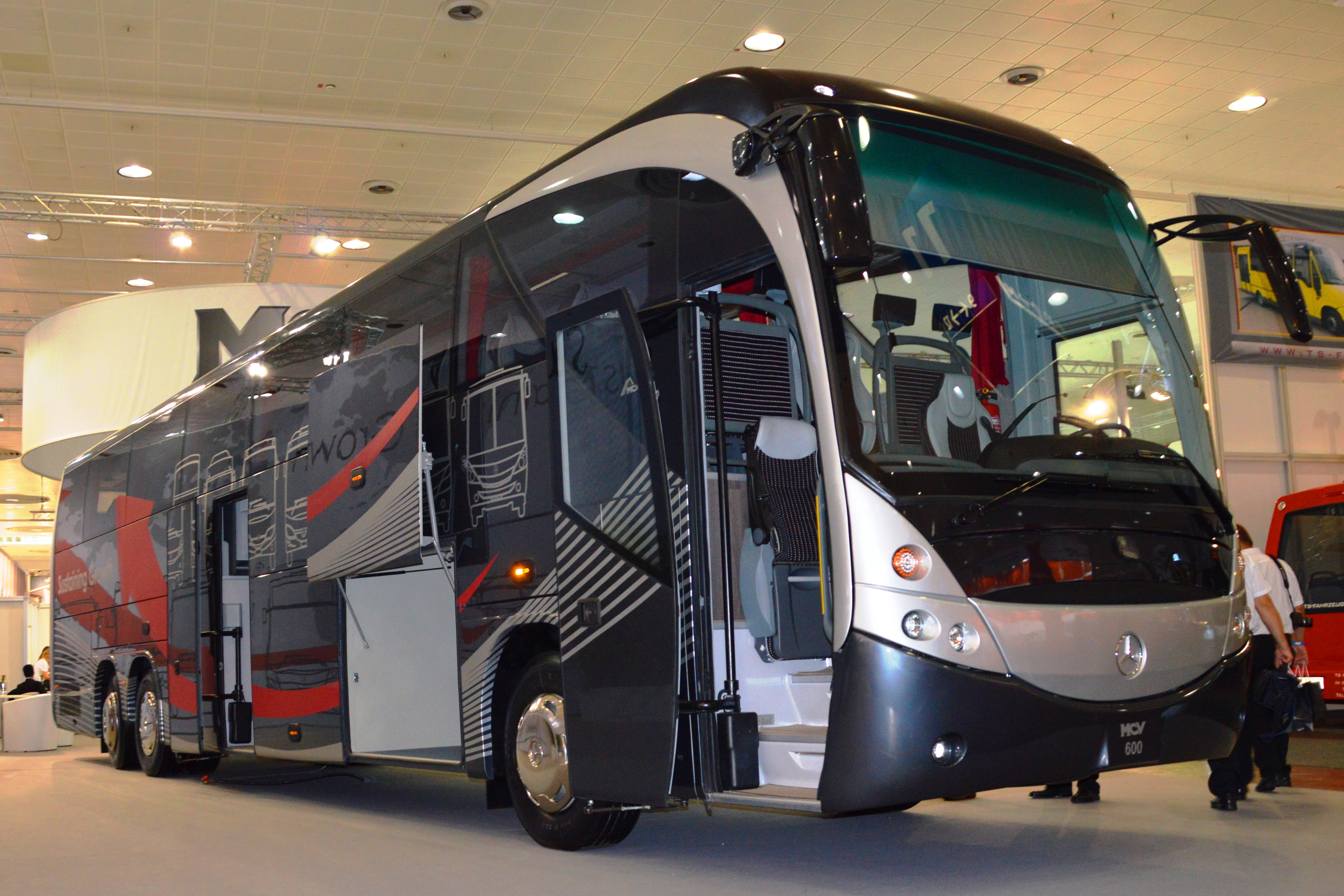
Egyiptomban összeszerelt modern autóbusz

A vegyipar kiemelkedően fejlődik, amely főként a tengerparti sólepárlók és a hazai kőolaj- és foszfátbányászat termékeit dolgozza fel. A kőolajmezőket csővezetékek kötik össze Alexandria, Kairó, Port-Szaíd és Szuez olajfinomítóival. A finomítás melléktermékeit a műtrágyagyárak dolgozzák fel.
Az élelmiszer- és textilipar szintén jelentős. A gyapotot feldolgozó pamutipar a deltavidék városaiban koncentrálódik. Több új iparágat is meghonosítottak az elmúlt évtizedekben: alumíniumkohászat, repülőgép- és gépjármű-összeszerelés, kábelgyártás, híradástechnika. Különösen a vegyipar előretörése szembeötlő. A fémfeldolgozó ipar a kohászat megteremtése után – az 1950-es évektől – indult fejlődésnek. 
A hajóépítés- és javítás a nagy kikötőkben összpontosul (Alexandria, Port-Szaíd, Szuez). A gépjárműgyártás (vagongyártás, autó- és repülőgép-összeszerelés) Kairóban, a bányagépgyártás Asszuánban. A vaskohászat, acélgyártás, kábelgyártás Heluánban.

#### Külkereskedelem
A kiterjedt kereskedelmi kapcsolatokat külön minisztérium koordinálja, még az EU-tagságunk előtt velünk is rengeteg kétoldalú kereskedelmi kapcsolat született. 
Néhány jellegzetes adat: a kitermelt 6 milliárd hordó olajból mindössze 300 milliót dolgoz fel, a többit eladja nyersolajként (a 2000-es évek elején). A halászatból mintegy évi 300 ezer tonna hal kerül külföldre részben feldolgozva, részben jegelve.
Főbb termékek:
- Kivitel: Nyersolaj és kőolajtermékek, gyümölcsök és zöldségek, textília, vegyi anyagok, feldolgozott élelmiszerek
- Behozatal: Gépek és berendezések, élelmiszerek, vegyszerek, fatermékek, üzemanyag

Legfőbb kereskedelmi partnerei 2017-ben:
- Kivitel: Egyesült Arab Emírségek 10.9%, Olaszország 10%, USA 7.4%, Egyesült Királyság 5.7%, Törökország 4.4%, Németország 4.3%, India 4.3%
- Behozatal: Kína 7.9%, Egyesült Arab Emírségek 5.2%, Németország 4.8%, Szaúd-Arábia 4.6%, USA 4.4%, Oroszország 4.3%

## Közlekedés

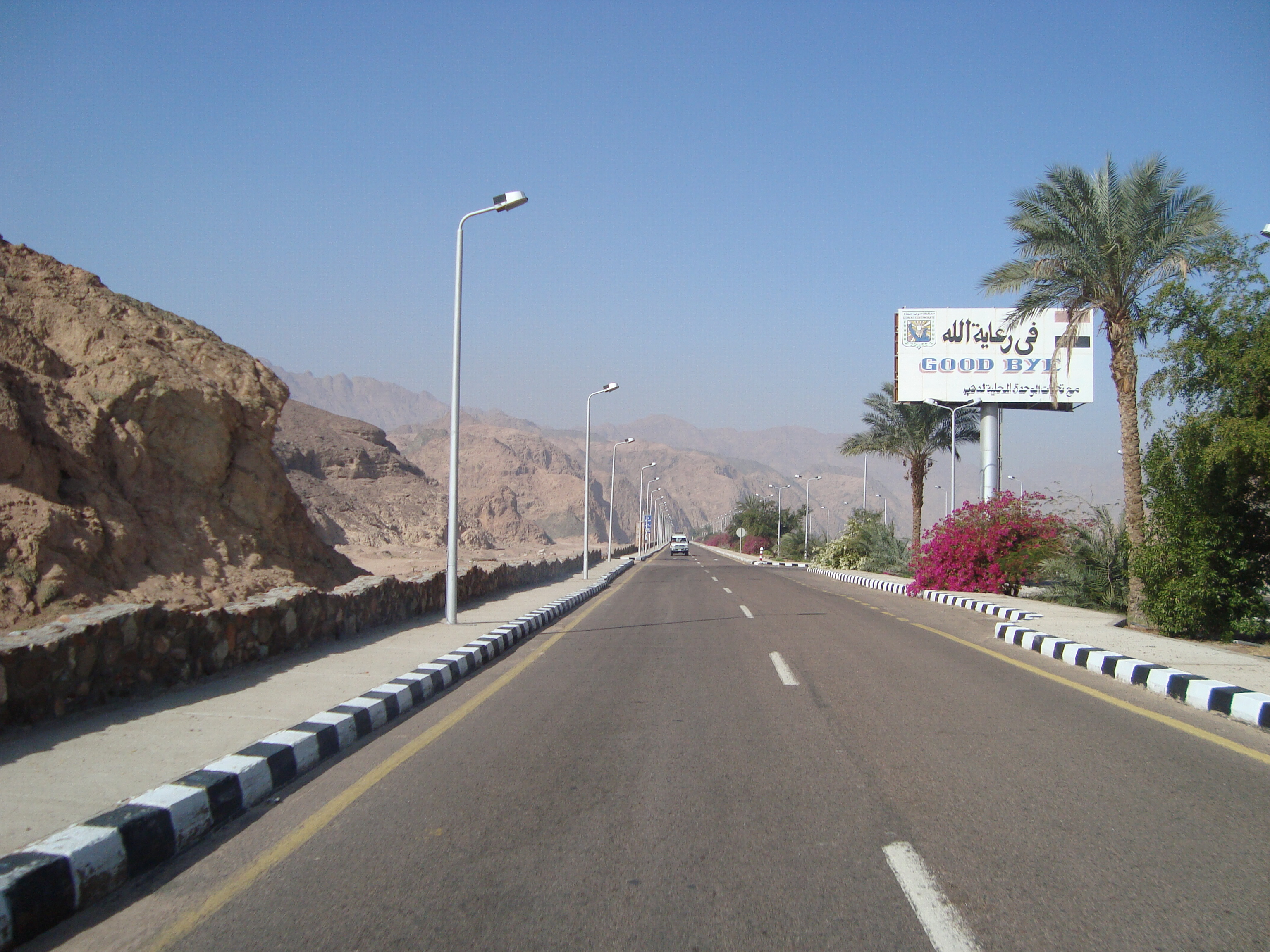
Út a Sínai-félszigeten

### Közút
Az úthálózat hossza (2010): 137 430 km, ebből burkolt 126 742 km.
A deltavidéki közutak mellett a fővárost Asszuánnal és Szuezzel összekötő műút a legfontosabb.

### Vízi közlekedés
- Fő vízi utak: Nílus, Nasszer-tó, Szuezi-csatorna.

A Nílus Asszuántól a tengerig hajózható. A Szuezi-csatorna világforgalmi jelentőségű. 
- Kikötők: 
  - Földközi tenger: Alexandria, Port Szaíd, Damietta, Marsza Matrúh
  - Vörös-tenger: Szuez, Adabieh, Sokhna, Hurghada, Szafaga, Noueibah, Al-Tour, Sharm El-Sheikh

### Légi közlekedés
Nemzeti légitársasága az Egypt Air; az ország fő repülőtere a Kairói nemzetközi repülőtér. A kisebb repülőterek közül kiemelkedik Alexandria, Asszuán, Luxor, Port-Szaíd. 

## Telekommunikáció
|                | Egyiptom      | Vitatott státuszú déli területek |
| -------------- | ------------- | -------------------------------- |
| Hívójel prefix | SU, SS, 6A-6B | SSA-SSM                          |
| ITU zóna       | 38            | 38                               |
| CQ zóna        | 34            | 34                               |

## Kultúra
Az egyiptomi kultúra több ezer éves történelemmel rendelkezik. Az ókori Egyiptom a Föld legkorábbi civilizációi közé tartozott és befolyásolta Európa későbbi kultúráit is.
A főváros, Kairó, Afrika legnagyobb városa, évszázadok óta kulturális, oktatási és kereskedelmi központ.
Egyiptomban mind az iszlám, mind a kereszténység befolyása meghatározó. Az Al-Azhar Egyetem a legrégebbi iszlám felsőoktatási intézmény: 970 körül alapították az azonos nevű mecsettel együtt.

### Gasztronómia

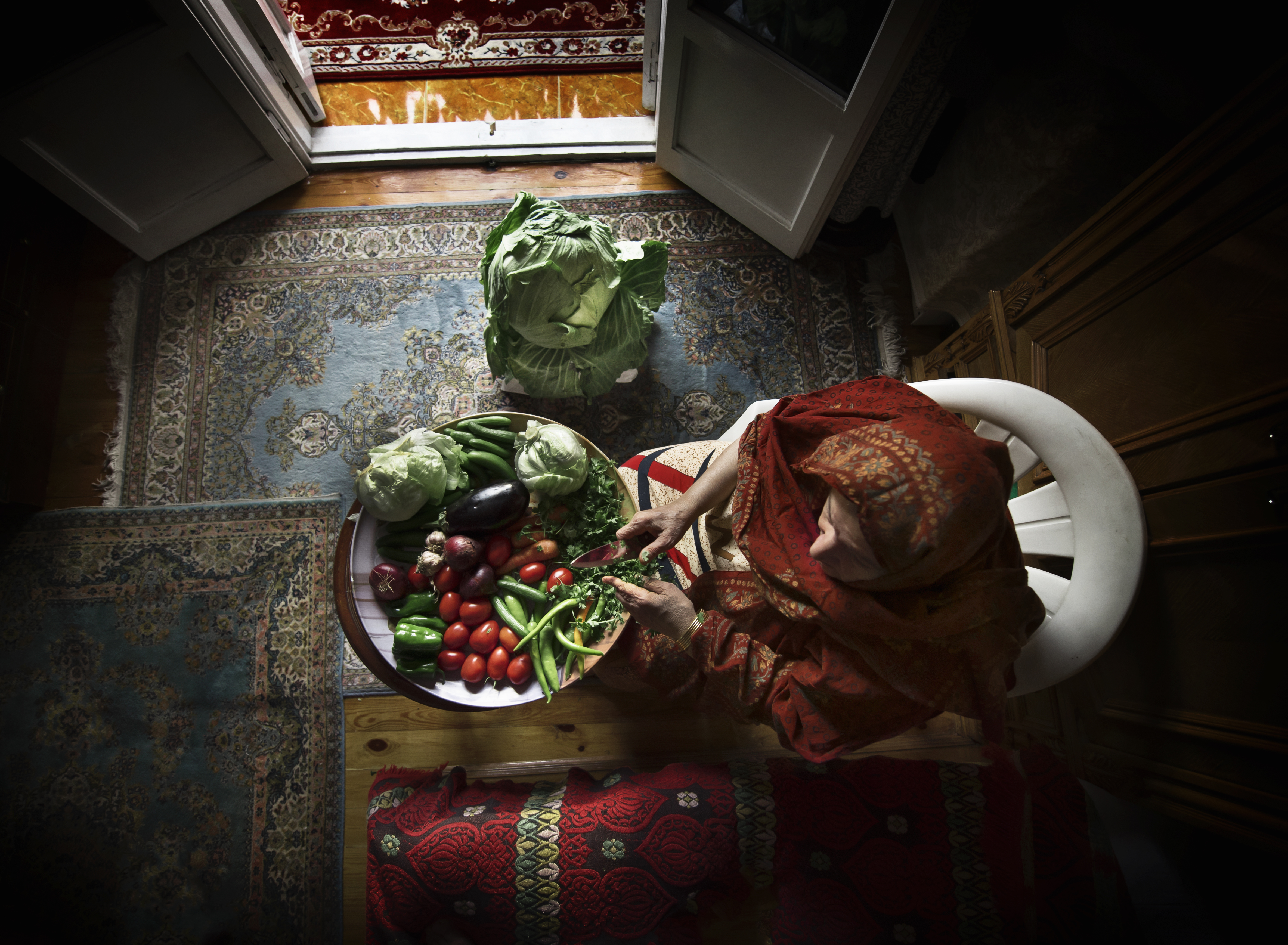
Egyiptomi asszony friss zöldségeket válogat.

A mai egyiptomi konyha is használja a Nílus menti termékeny területen termesztett gabonaféléket, zöldségeket, továbbá meghatározó a szerepe a baromfihúsnak és a gyümölcsöknek. Alapeleme a konyhának az eis baladi nevű kenyér. Híres egyiptomi fogás a dolma, amely elterjedt több mediterrán országban. Ez hasonlít a magyar töltött káposztához. Az egyiptomi dolma leginkább zöldségekből és rizsből készül, szőlőlevélbe csomagolva. A hummusz egy csicseriborsóból készülő krémleves. Szintén megtalálható a kebab.
Egyiptom sajtkészítéséről is híres, melynek tradíciója az első fáraók koráig nyúlik vissza. A legnépszerűbb egyiptomi sajt a domiati.
A zöldségeknek és hüvelyeseknek nagy a szerepe, de a húsok sem hiányozhatnak. A leggyakoribb húsok a baromfi, bárány és házigalamb. A belsőségek közül a libamáj a legfőbb különlegesség, melynek az országban már legalább 2500 éves tradíciója van. A partmenti régiókban a halaknak és a tengergyümölcseinek van jelentős szerepe. A muszlim egyiptomiak leginkább a zöldséges ételeket szeretik, a fő húsfogyasztók elsősorban a koptok.
Egyiptom nemzeti itala a tea. Ugyanakkor a sörfogyasztás is jellemző az országban, mivel a koptok vallása nem tiltja az alkoholt. A muszlimok magától értetődően nem isznak szeszesitalt.
A desszertek gyakori összetevői a méz, mandula és datolya.

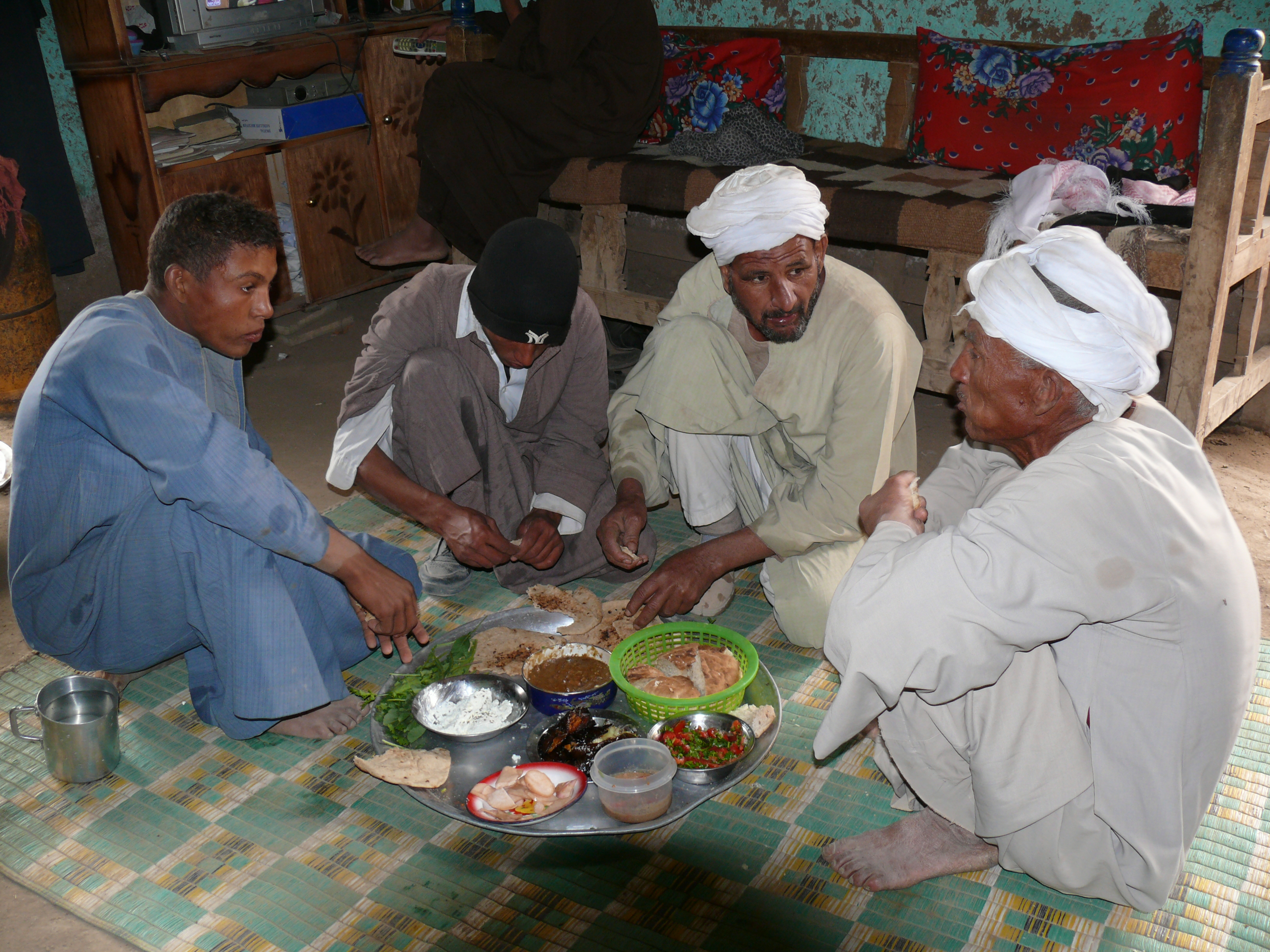
Reggeliző egyiptomi férfiak
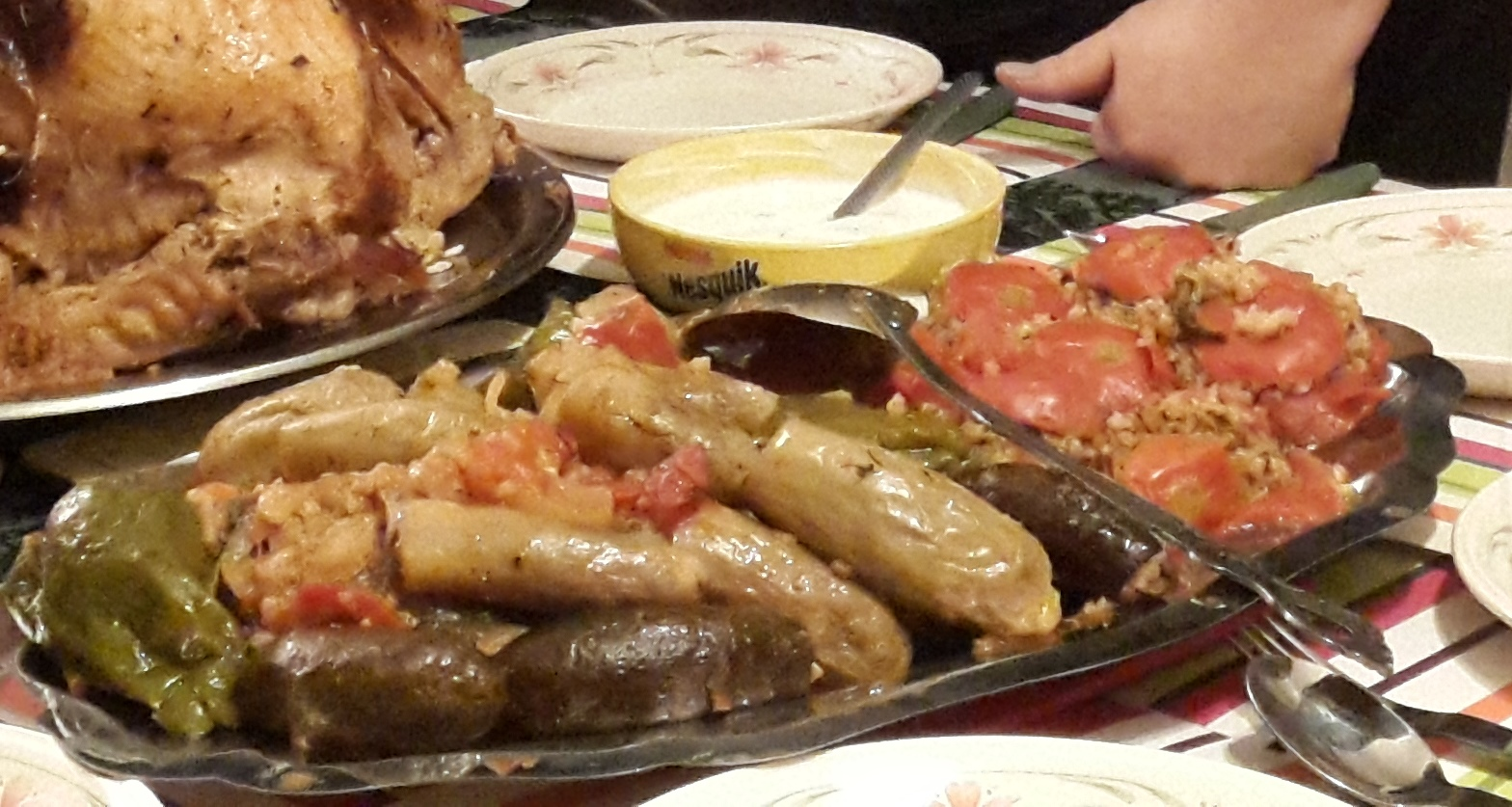
Egyiptomi dolma
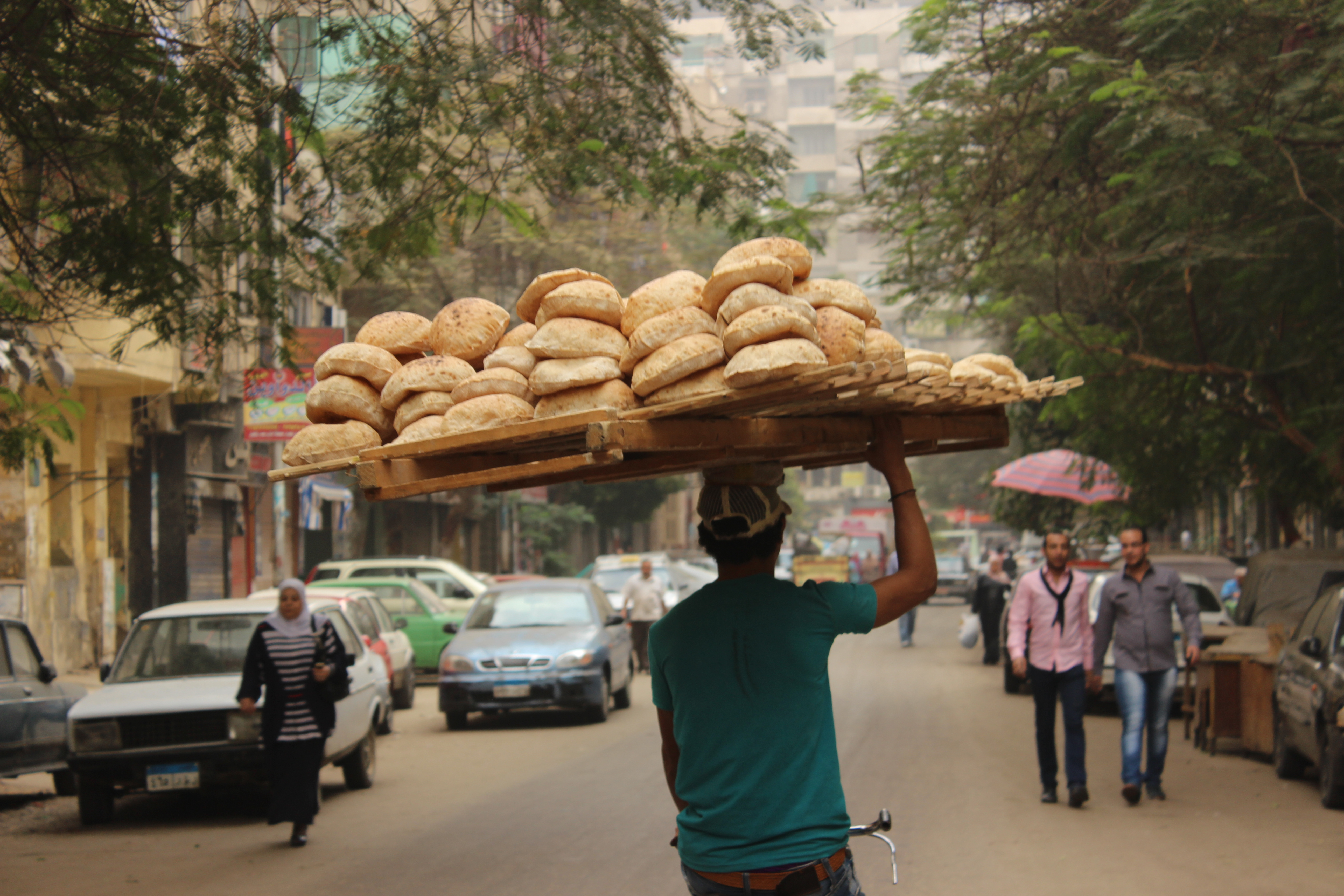
Utcai árus eish baladit kínál
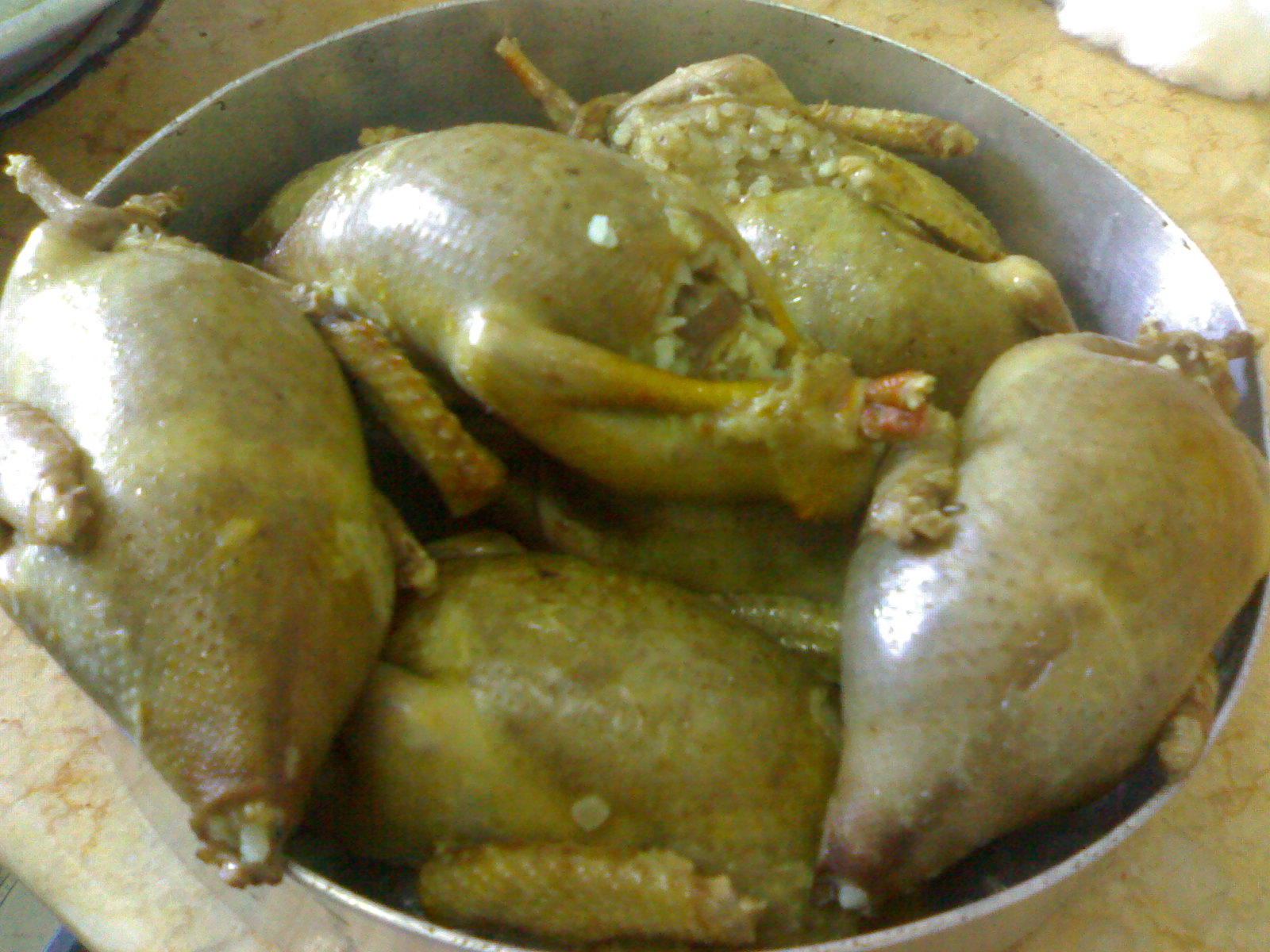
Egyiptomi töltött galamb
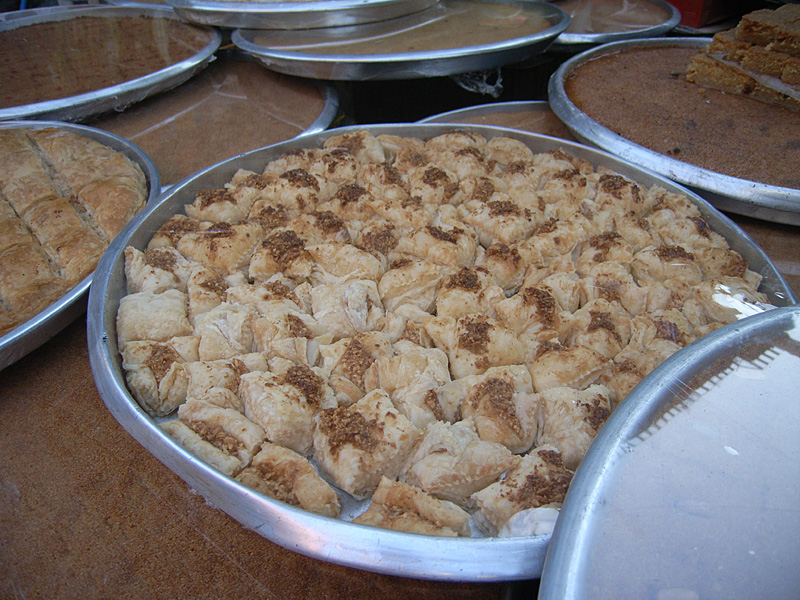
Baklava, tojásból készülő egyiptomi étel
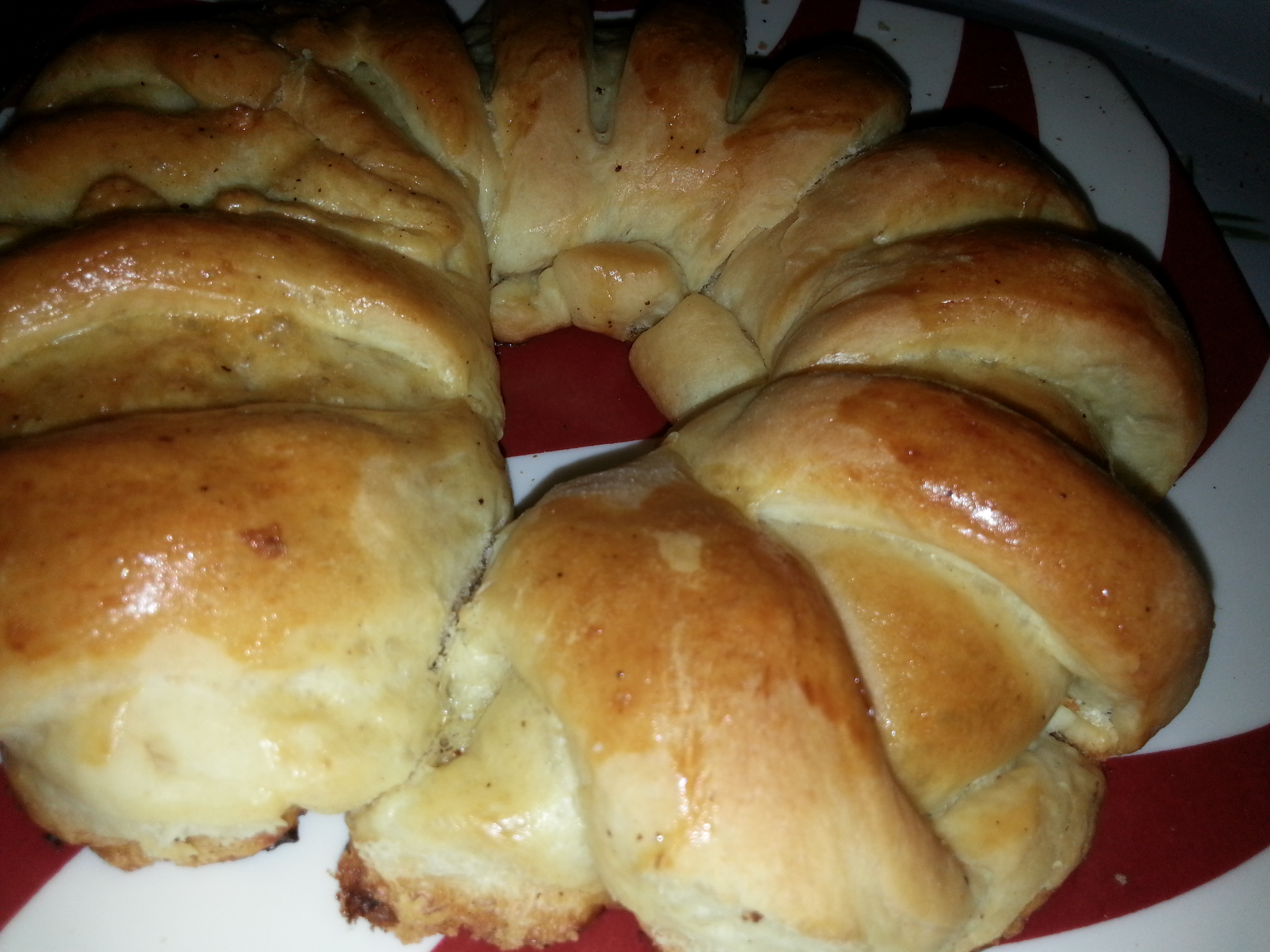
Lakodalmas töltött pite
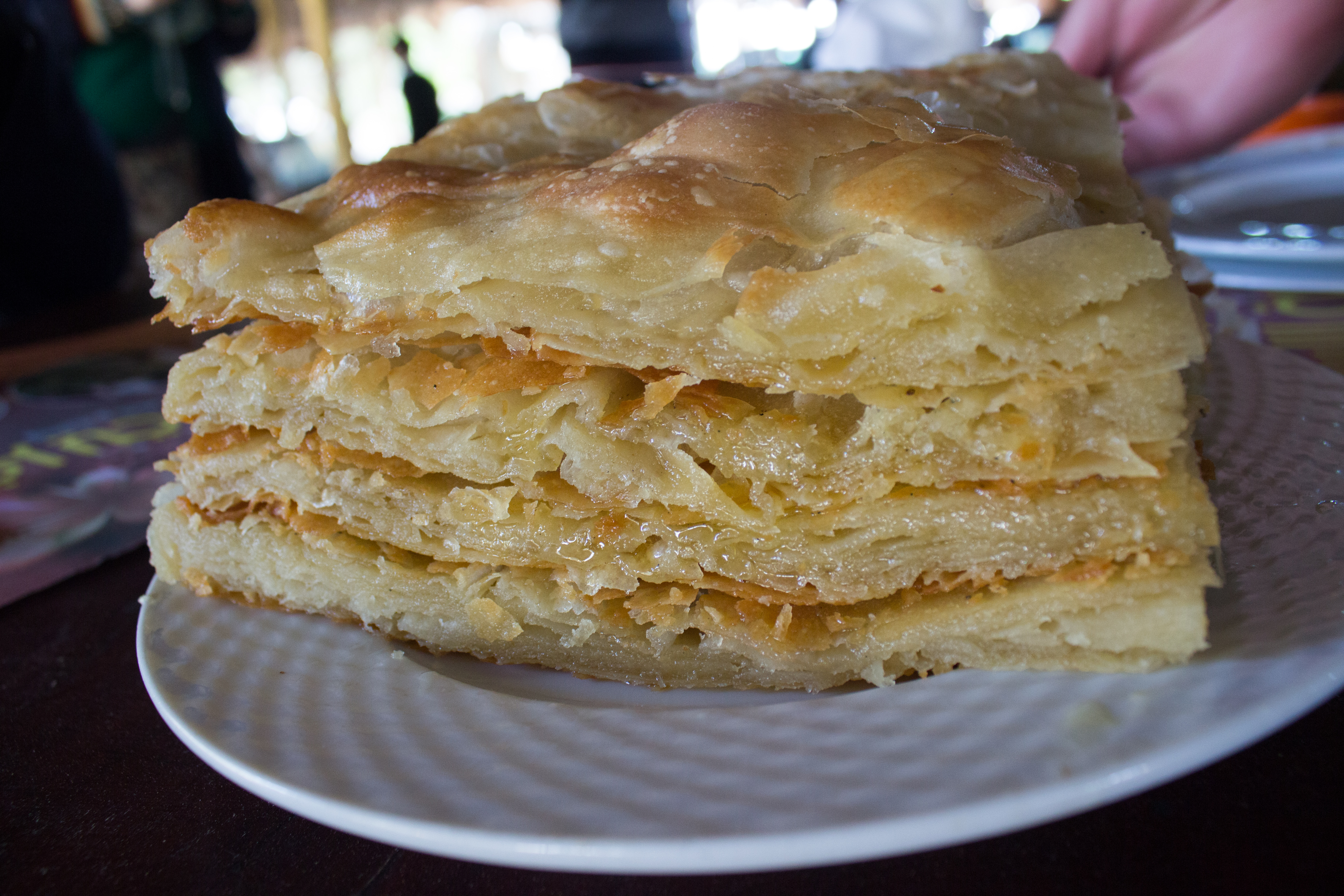
Mandulás fatir
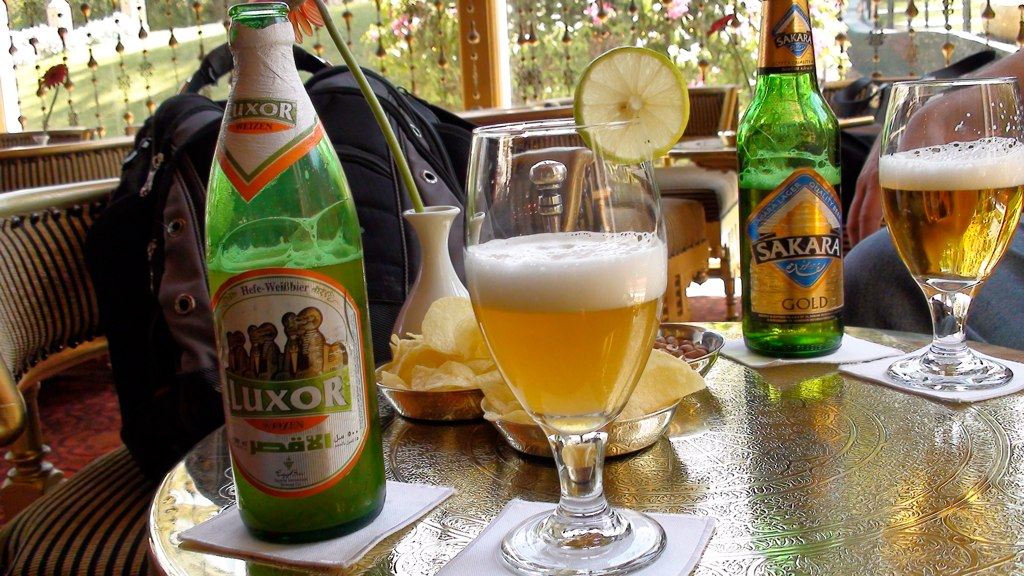
Luxor, egy egyiptomi sörmárka
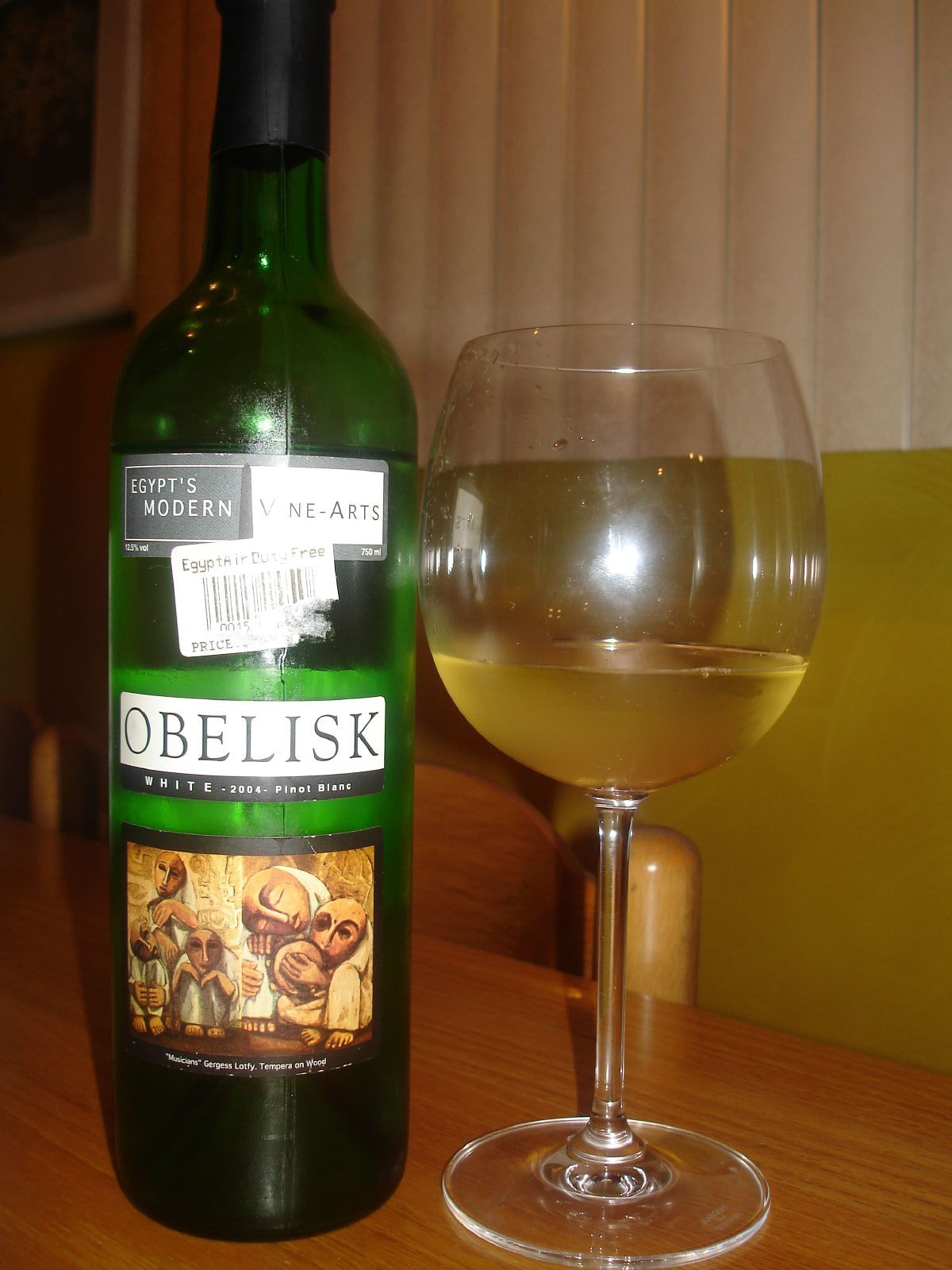
Obelisk, egy népszerű egyiptomi bor

## Ünnepek

### Nemzeti ünnepek
| dátum    | név                                   | arabul                         | megjegyzés                                            |
| Jan. 1.  | Újév                                  | رأس السنة الميلادية            |                                                       |
| Jan. 7.  | Ortodox karácsony                     | عيد الميلاد المجيد             | a kopt naptárnak megfelelően (29 Koiak)               |
| Jan. 25. | Nemzeti ünnep                         | عيد الشرطة - عيد ثورة 25 يناير | 1952-re és a 2011-es forradalmi eseményekre emlékezve |
| Ápr. 25. | A Sínai-fsz. felszabadulásának ünnepe | عيد تحرير سيناء                |                                                       |
| Máj. 1.  | A munka ünnepe                        | عيد العمال                     |                                                       |
| Jún. 30. | A forradalom napja                    | ذكرى 30 يونيو                  | 2013 júniusára emlékezve                              |
| Júl. 23. | A forradalom napja                    | عيد ثورة 23 يوليو              | 1952-re emlékezve                                     |
| Okt. 6.  | A fegyveres erők napja                | عيد القوات المسلحة             | az 1973-as, Izrael ellen indított háború első napja   |
|          |                                       |                                |                                                       |

Egyiptom az egyetlen muszlim ország, ahol megünneplik a húsvétot, körülbelül 4000 éve.

### Változó dátumú nemzeti ünnepek
A következő nemzeti ünnepek – a tavaszi fesztivál kivételével – az iszlám naptár alapján alakulnak, amely a Hold járásán alapuló hónapokat használó holdnaptár. 
| dátum             | név                                | arabul                | megjegyzés                            |
| Ápr. vagy Máj.    | Tavaszi fesztivál (Sham El Nessim) | شم النسيم             | az ortodox húsvétot követő hétfő      |
| 1 Muharram        | iszlám újév                        | عيد رأس السنة الهجرية |                                       |
| 12 Rabi' al-Awwal | Maulid (Szunnita iszlám)           | المولد النبوي الشريف  | Mohamed próféta születésnapja         |
| 1 - 3 Shawwal     | Eid al-Fitr                        | عيد الفطر المبارك     | A Ramadan vége, 3 napos (1-3 Shawwal) |
| 10 - 13 Zul-Higga | Eid al-Adha                        | عيد الأضحى المبارك    |                                       |

## Turizmus

### Látnivalók
Kairó és környéke
- Kairó: az óváros, Tahrir tér, Opera, iszlám művészet múzeuma, Haszán szultán mecsete, Muhammad Ali egyiptomi alkirály mecsete, Ibn Túlún-mecset, El Azhar egyetem, El Hakim mecset, El Mullaga-templom, Abu Szerga-templom, Egyiptomi Múzeum, Báb Zuvejla, Sári el-Muizz, Qaszr el-Samaa- kopt városnegyed.
- Gezíra: a Nílus legnagyobb szigete, II. Ramszesz obeliszkje, el-Borg, Állatkert.
- Heluán: Nílus híd, gyógyfürdő, japánkert, Maádi negyed.
- Gíza: Kheopsz piramisa, Hafré-piramis, Menkauré-piramis, Szfinx
- Memphisz
- Szakkara

Nílus-völgy
- Luxor: Amenhotep templom, karnaki templom, luxori templom, II. Ramszesz szobra.
- Théba: I. Széthi halotti temploma, Királyok völgye, Dejr el-Bahari templom (Hatsepszut királynő halotti temploma), Memnón-kolosszusok .
- Asszuán: gát, El-Kab romja, botanikus kert, Szerenputok temetkezési helyei és templomai, fáraók kőbányái, Izisz templom.
- Edfu: Hórusz templom.
- Abu Szimbel-i templomok

A Földközi-tenger melléke
- Alexandria: Midán et-Tahrir tér, Szent Márk templom, Görög-Római múzeum, Kom es-Sugafa katakombája, Pompeius-oszlop, Állatkert, Qájtbáj erőd, Akvárium, Tengerészeti múzeum.
- El-Alamein: A második világháború legnagyobb sivatagi csatája dúlt itt. A csatára múzeum és három katonai temető emlékeztet.

Sínai-fsz. és a Vörös-tenger melléke
- Hurghada: üdülőközpont, Giftun; Hurghada-tól északra: El Gouna(wd): üdülőközpont, mesterségesen kialakított város.
- Sarm es-Sejk: üdülőközpont a Sínai-fsz.-en.
- Sínai-hegy és a Szent Katalin-kolostor
- A Vörös-tenger vízi élővilága.

Sivatagok, oázisok
- A Líbiai-sivatagban a Szíva-oázis és a Baharijja-oázis, továbbá az Új-völgy oázisai (Farafra, Kharga, Dakhla)

## Sport

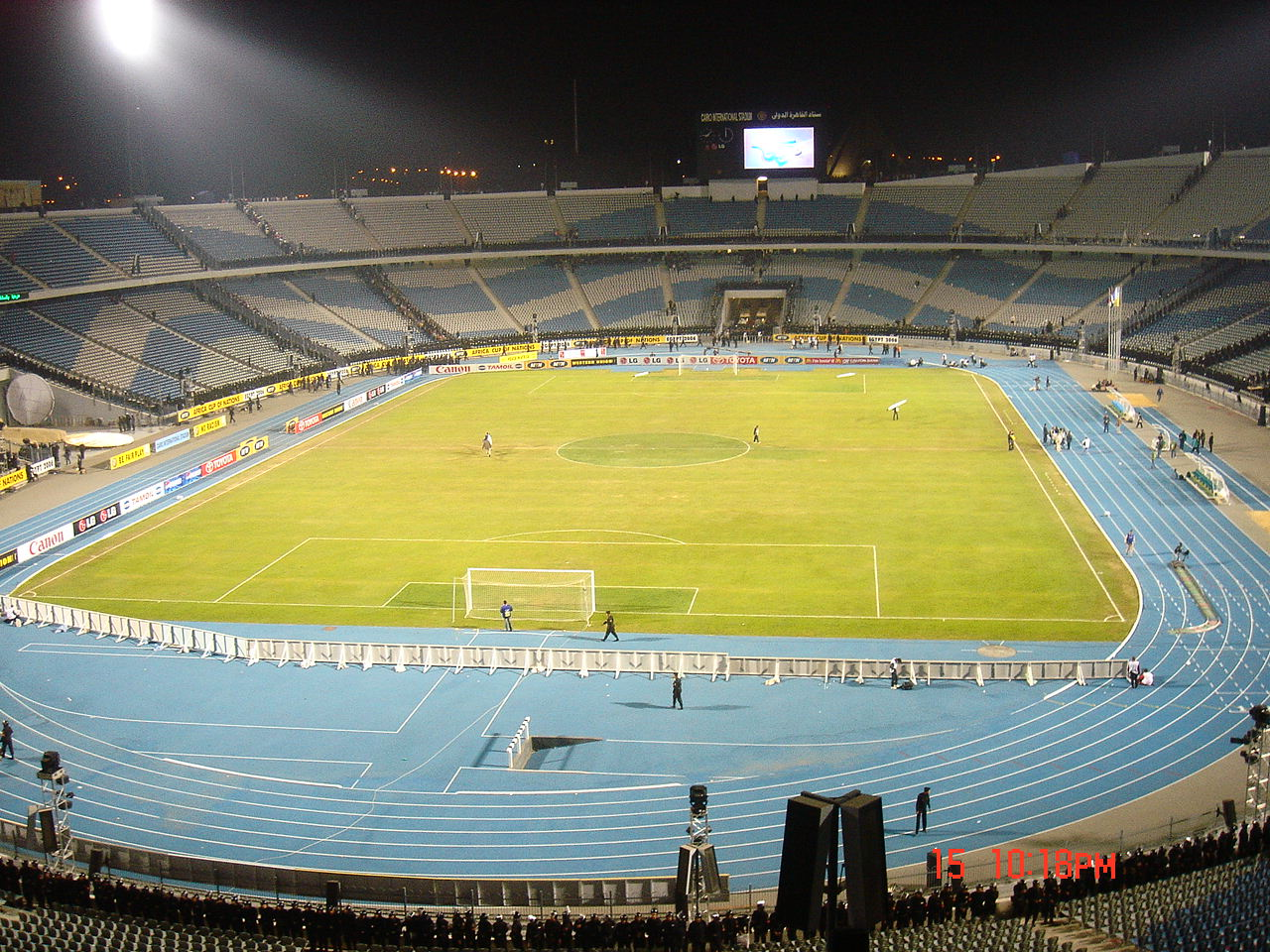
Kairói Nemzetközi Stadion

### Olimpia
Egyiptom eddig hét aranyérmet nyert a játékok során. A legeredményesebb sportág a súlyemelés.
- Bővebben: Egyiptom az olimpiai játékokon

### Labdarúgás
Az egyiptomi labdarúgó-válogatott igen eredményes. Az Afrika-kupán hét alkalommal állt a dobogó felső fokán (2010-ig).
- Bővebben: Egyiptomi labdarúgó-válogatott

### Egyéb
A fallabda, kosárlabda és a tenisz még népszerű sportágak az országban.